# Llista d'asteroides (330001-331000)
Llista d'asteroides del 330.001 al 331.000, amb data de descoberta i descobridor. És un fragment de la llista d'asteroides completa. Als asteroides se'ls dona un número quan es confirma la seva òrbita, per tant apareixen llistats aproximadament segons la data de descobriment.

## 330001-330100
| Nom    | Designació provisional | Data de descobriment   | Lloc de descobriment | Descobridor/s            |
| ------ | ---------------------- | ---------------------- | -------------------- | ------------------------ |
| 330001 | 2005 TA117             | 1 d'octubre de 2005    | Catalina             | CSS                      |
| 330002 | 2005 TV119             | 7 d'octubre de 2005    | Kitt Peak            | Spacewatch               |
| 330003 | 2005 TC131             | 7 d'octubre de 2005    | Kitt Peak            | Spacewatch               |
| 330004 | 2005 TG136             | 6 d'octubre de 2005    | Kitt Peak            | Spacewatch               |
| 330005 | 2005 TD147             | 8 d'octubre de 2005    | Kitt Peak            | Spacewatch               |
| 330006 | 2005 TS165             | 9 d'octubre de 2005    | Kitt Peak            | Spacewatch               |
| 330007 | 2005 TY170             | 7 d'octubre de 2005    | Socorro              | LINEAR                   |
| 330008 | 2005 TS190             | 1 d'octubre de 2005    | Mount Lemmon         | Mt. Lemmon Survey        |
| 330009 | 2005 UA19              | 22 d'octubre de 2005   | Kitt Peak            | Spacewatch               |
| 330010 | 2005 US34              | 24 d'octubre de 2005   | Kitt Peak            | Spacewatch               |
| 330011 | 2005 UF42              | 21 d'octubre de 2005   | Pla D'Arguines       | Pla D'Arguines           |
| 330012 | 2005 UX46              | 22 d'octubre de 2005   | Kitt Peak            | Spacewatch               |
| 330013 | 2005 UM55              | 23 d'octubre de 2005   | Catalina             | CSS                      |
| 330014 | 2005 UD64              | 25 d'octubre de 2005   | Catalina             | CSS                      |
| 330015 | 2005 UN73              | 23 d'octubre de 2005   | Palomar              | NEAT                     |
| 330016 | 2005 UE79              | 25 d'octubre de 2005   | Catalina             | CSS                      |
| 330017 | 2005 UQ83              | 22 d'octubre de 2005   | Kitt Peak            | Spacewatch               |
| 330018 | 2005 UU92              | 22 d'octubre de 2005   | Kitt Peak            | Spacewatch               |
| 330019 | 2005 UC98              | 22 d'octubre de 2005   | Kitt Peak            | Spacewatch               |
| 330020 | 2005 UP100             | 22 d'octubre de 2005   | Kitt Peak            | Spacewatch               |
| 330021 | 2005 UC106             | 22 d'octubre de 2005   | Kitt Peak            | Spacewatch               |
| 330022 | 2005 UM108             | 22 d'octubre de 2005   | Kitt Peak            | Spacewatch               |
| 330023 | 2005 UW116             | 23 d'octubre de 2005   | Catalina             | CSS                      |
| 330024 | 2005 UV122             | 24 d'octubre de 2005   | Kitt Peak            | Spacewatch               |
| 330025 | 2005 UT125             | 24 d'octubre de 2005   | Kitt Peak            | Spacewatch               |
| 330026 | 2005 UV129             | 24 d'octubre de 2005   | Kitt Peak            | Spacewatch               |
| 330027 | 2005 UF142             | 25 d'octubre de 2005   | Catalina             | CSS                      |
| 330028 | 2005 UW157             | 28 d'octubre de 2005   | Bergisch Gladbac     | W. Bickel                |
| 330029 | 2005 UH172             | 24 d'octubre de 2005   | Kitt Peak            | Spacewatch               |
| 330030 | 2005 UQ180             | 24 d'octubre de 2005   | Kitt Peak            | Spacewatch               |
| 330031 | 2005 UE191             | 27 d'octubre de 2005   | Mount Lemmon         | Mt. Lemmon Survey        |
| 330032 | 2005 UN193             | 22 d'octubre de 2005   | Kitt Peak            | Spacewatch               |
| 330033 | 2005 UB199             | 25 d'octubre de 2005   | Kitt Peak            | Spacewatch               |
| 330034 | 2005 UR216             | 25 d'octubre de 2005   | Mount Lemmon         | Mt. Lemmon Survey        |
| 330035 | 2005 UL218             | 25 d'octubre de 2005   | Kitt Peak            | Spacewatch               |
| 330036 | 2005 UH232             | 25 d'octubre de 2005   | Mount Lemmon         | Mt. Lemmon Survey        |
| 330037 | 2005 UF233             | 25 d'octubre de 2005   | Kitt Peak            | Spacewatch               |
| 330038 | 2005 UA234             | 25 d'octubre de 2005   | Kitt Peak            | Spacewatch               |
| 330039 | 2005 UO238             | 25 d'octubre de 2005   | Kitt Peak            | Spacewatch               |
| 330040 | 2005 UV280             | 24 d'octubre de 2005   | Kitt Peak            | Spacewatch               |
| 330041 | 2005 UX281             | 25 d'octubre de 2005   | Mount Lemmon         | Mt. Lemmon Survey        |
| 330042 | 2005 UN286             | 26 d'octubre de 2005   | Kitt Peak            | Spacewatch               |
| 330043 | 2005 UD308             | 27 d'octubre de 2005   | Mount Lemmon         | Mt. Lemmon Survey        |
| 330044 | 2005 UK310             | 29 d'octubre de 2005   | Mount Lemmon         | Mt. Lemmon Survey        |
| 330045 | 2005 UC313             | 29 d'octubre de 2005   | Catalina             | CSS                      |
| 330046 | 2005 UR315             | 25 d'octubre de 2005   | Kitt Peak            | Spacewatch               |
| 330047 | 2005 UB328             | 30 d'octubre de 2005   | Mount Lemmon         | Mt. Lemmon Survey        |
| 330048 | 2005 UU328             | 28 d'octubre de 2005   | Mount Lemmon         | Mt. Lemmon Survey        |
| 330049 | 2005 UY332             | 29 d'octubre de 2005   | Mount Lemmon         | Mt. Lemmon Survey        |
| 330050 | 2005 UN349             | 25 d'octubre de 2005   | Catalina             | CSS                      |
| 330051 | 2005 UE365             | 27 d'octubre de 2005   | Kitt Peak            | Spacewatch               |
| 330052 | 2005 UZ369             | 27 d'octubre de 2005   | Kitt Peak            | Spacewatch               |
| 330053 | 2005 UY372             | 27 d'octubre de 2005   | Kitt Peak            | Spacewatch               |
| 330054 | 2005 UY376             | 27 d'octubre de 2005   | Kitt Peak            | Spacewatch               |
| 330055 | 2005 UH388             | 26 d'octubre de 2005   | Kitt Peak            | Spacewatch               |
| 330056 | 2005 UC423             | 28 d'octubre de 2005   | Uccle                | E. W. Elst, H. Debehogne |
| 330057 | 2005 UR438             | 7 d'octubre de 2005    | Catalina             | CSS                      |
| 330058 | 2005 UU456             | 30 d'octubre de 2005   | Palomar              | NEAT                     |
| 330059 | 2005 UA461             | 28 d'octubre de 2005   | Mount Lemmon         | Mt. Lemmon Survey        |
| 330060 | 2005 UM491             | 24 d'octubre de 2005   | Palomar              | NEAT                     |
| 330061 | 2005 UH515             | 22 d'octubre de 2005   | Apache Point         | A. C. Becker             |
| 330062 | 2005 UH530             | 27 d'octubre de 2005   | Anderson Mesa        | LONEOS                   |
| 330063 | 2005 VB1               | 3 de novembre de 2005  | Socorro              | LINEAR                   |
| 330064 | 2005 VX1               | 4 de novembre de 2005  | Socorro              | LINEAR                   |
| 330065 | 2005 VQ5               | 10 de novembre de 2005 | Gnosca               | S. Sposetti              |
| 330066 | 2005 VX25              | 2 de novembre de 2005  | Mount Lemmon         | Mt. Lemmon Survey        |
| 330067 | 2005 VP32              | 4 de novembre de 2005  | Kitt Peak            | Spacewatch               |
| 330068 | 2005 VS38              | 3 de novembre de 2005  | Mount Lemmon         | Mt. Lemmon Survey        |
| 330069 | 2005 VM53              | 4 de novembre de 2005  | Socorro              | LINEAR                   |
| 330070 | 2005 VG56              | 4 de novembre de 2005  | Kitt Peak            | Spacewatch               |
| 330071 | 2005 VK73              | 1 de novembre de 2005  | Mount Lemmon         | Mt. Lemmon Survey        |
| 330072 | 2005 VK75              | 1 de novembre de 2005  | Kitt Peak            | Spacewatch               |
| 330073 | 2005 VP85              | 4 de novembre de 2005  | Kitt Peak            | Spacewatch               |
| 330074 | 2005 VD95              | 6 de novembre de 2005  | Kitt Peak            | Spacewatch               |
| 330075 | 2005 VG109             | 6 de novembre de 2005  | Mount Lemmon         | Mt. Lemmon Survey        |
| 330076 | 2005 VU109             | 6 de novembre de 2005  | Mount Lemmon         | Mt. Lemmon Survey        |
| 330077 | 2005 VZ113             | 4 de novembre de 2005  | Kitt Peak            | Spacewatch               |
| 330078 | 2005 VE136             | 12 de novembre de 2005 | Kitt Peak            | Spacewatch               |
| 330079 | 2005 WH3               | 20 de novembre de 2005 | Palomar              | NEAT                     |
| 330080 | 2005 WV8               | 21 de novembre de 2005 | Kitt Peak            | Spacewatch               |
| 330081 | 2005 WV35              | 22 de novembre de 2005 | Kitt Peak            | Spacewatch               |
| 330082 | 2005 WZ53              | 25 de novembre de 2005 | Mount Lemmon         | Mt. Lemmon Survey        |
| 330083 | 2005 WL57              | 30 de novembre de 2005 | Mayhill              | Mayhill                  |
| 330084 | 2005 WA70              | 26 de novembre de 2005 | Kitt Peak            | Spacewatch               |
| 330085 | 2005 WE76              | 25 de novembre de 2005 | Kitt Peak            | Spacewatch               |
| 330086 | 2005 WZ89              | 26 de novembre de 2005 | Mount Lemmon         | Mt. Lemmon Survey        |
| 330087 | 2005 WD90              | 26 de novembre de 2005 | Mount Lemmon         | Mt. Lemmon Survey        |
| 330088 | 2005 WL90              | 28 de novembre de 2005 | Socorro              | LINEAR                   |
| 330089 | 2005 WP91              | 28 de novembre de 2005 | Catalina             | CSS                      |
| 330090 | 2005 WL92              | 25 d'octubre de 2005   | Mount Lemmon         | Mt. Lemmon Survey        |
| 330091 | 2005 WS92              | 25 de novembre de 2005 | Mount Lemmon         | Mt. Lemmon Survey        |
| 330092 | 2005 WV92              | 25 de novembre de 2005 | Mount Lemmon         | Mt. Lemmon Survey        |
| 330093 | 2005 WP103             | 26 de novembre de 2005 | Catalina             | CSS                      |
| 330094 | 2005 WM108             | 29 de novembre de 2005 | Mount Lemmon         | Mt. Lemmon Survey        |
| 330095 | 2005 WC115             | 29 de novembre de 2005 | Mount Lemmon         | Mt. Lemmon Survey        |
| 330096 | 2005 WA119             | 26 de novembre de 2005 | Mount Lemmon         | Mt. Lemmon Survey        |
| 330097 | 2005 WU120             | 30 de novembre de 2005 | Socorro              | LINEAR                   |
| 330098 | 2005 WT123             | 1 d'octubre de 2005    | Mount Lemmon         | Mt. Lemmon Survey        |
| 330099 | 2005 WM144             | 24 de novembre de 2005 | Palomar              | NEAT                     |
| 330100 | 2005 WW147             | 25 de novembre de 2005 | Mount Lemmon         | Mt. Lemmon Survey        |

## 330101-330200
| Nom    | Designació provisional | Data de descobriment   | Lloc de descobriment | Descobridor/s            |
| ------ | ---------------------- | ---------------------- | -------------------- | ------------------------ |
| 330101 | 2005 WM176             | 30 de novembre de 2005 | Kitt Peak            | Spacewatch               |
| 330102 | 2005 WV183             | 20 de desembre de 2001 | Apache Point         | Sloan Digital Sky Survey |
| 330103 | 2005 WD189             | 30 de novembre de 2005 | Socorro              | LINEAR                   |
| 330104 | 2005 WF189             | 30 de novembre de 2005 | Socorro              | LINEAR                   |
| 330105 | 2005 WV194             | 30 de novembre de 2005 | Anderson Mesa        | LONEOS                   |
| 330106 | 2005 WG203             | 30 de novembre de 2005 | Kitt Peak            | Spacewatch               |
| 330107 | 2005 XT                | 2 de desembre de 2005  | Mayhill              | A. Lowe                  |
| 330108 | 2005 XT6               | 2 de desembre de 2005  | Mount Lemmon         | Mt. Lemmon Survey        |
| 330109 | 2005 XZ15              | 1 de novembre de 2005  | Mount Lemmon         | Mt. Lemmon Survey        |
| 330110 | 2005 XU29              | 7 de desembre de 2005  | Catalina             | CSS                      |
| 330111 | 2005 XF30              | 1 de desembre de 2005  | Mount Lemmon         | Mt. Lemmon Survey        |
| 330112 | 2005 XS36              | 4 de desembre de 2005  | Kitt Peak            | Spacewatch               |
| 330113 | 2005 XB41              | 6 de desembre de 2005  | Kitt Peak            | Spacewatch               |
| 330114 | 2005 XZ54              | 5 de desembre de 2005  | Kitt Peak            | Spacewatch               |
| 330115 | 2005 XK63              | 5 de desembre de 2005  | Mount Lemmon         | Mt. Lemmon Survey        |
| 330116 | 2005 XX84              | 7 de desembre de 2005  | Socorro              | LINEAR                   |
| 330117 | 2005 XC107             | 3 de desembre de 2005  | Mauna Kea            | A. Boattini              |
| 330118 | 2005 XA112             | 2 de desembre de 2005  | Kitt Peak            | M. W. Buie               |
| 330119 | 2005 YL                | 20 de desembre de 2005 | Calvin-Rehoboth      | Calvin College           |
| 330120 | 2005 YU20              | 24 de desembre de 2005 | Kitt Peak            | Spacewatch               |
| 330121 | 2005 YT24              | 24 de desembre de 2005 | Kitt Peak            | Spacewatch               |
| 330122 | 2005 YJ25              | 24 de desembre de 2005 | Kitt Peak            | Spacewatch               |
| 330123 | 2005 YO35              | 25 de desembre de 2005 | Kitt Peak            | Spacewatch               |
| 330124 | 2005 YZ44              | 25 de desembre de 2005 | Kitt Peak            | Spacewatch               |
| 330125 | 2005 YP48              | 22 de desembre de 2005 | Kitt Peak            | Spacewatch               |
| 330126 | 2005 YQ57              | 24 de desembre de 2005 | Kitt Peak            | Spacewatch               |
| 330127 | 2005 YW74              | 5 de desembre de 2005  | Kitt Peak            | Spacewatch               |
| 330128 | 2005 YT81              | 24 de desembre de 2005 | Kitt Peak            | Spacewatch               |
| 330129 | 2005 YN83              | 24 de desembre de 2005 | Kitt Peak            | Spacewatch               |
| 330130 | 2005 YO84              | 25 de desembre de 2005 | Kitt Peak            | Spacewatch               |
| 330131 | 2005 YE98              | 25 de desembre de 2005 | Kitt Peak            | Spacewatch               |
| 330132 | 2005 YM108             | 25 de desembre de 2005 | Kitt Peak            | Spacewatch               |
| 330133 | 2005 YS109             | 25 de desembre de 2005 | Kitt Peak            | Spacewatch               |
| 330134 | 2005 YJ126             | 26 de desembre de 2005 | Kitt Peak            | Spacewatch               |
| 330135 | 2005 YH137             | 26 de desembre de 2005 | Kitt Peak            | Spacewatch               |
| 330136 | 2005 YW144             | 28 de desembre de 2005 | Mount Lemmon         | Mt. Lemmon Survey        |
| 330137 | 2005 YW151             | 26 de desembre de 2005 | Kitt Peak            | Spacewatch               |
| 330138 | 2005 YN172             | 7 de juliol de 2002    | Palomar              | NEAT                     |
| 330139 | 2005 YK188             | 28 de desembre de 2005 | Mount Lemmon         | Mt. Lemmon Survey        |
| 330140 | 2005 YV188             | 28 de desembre de 2005 | Mount Lemmon         | Mt. Lemmon Survey        |
| 330141 | 2005 YD200             | 26 de desembre de 2005 | Kitt Peak            | Spacewatch               |
| 330142 | 2005 YL241             | 30 de desembre de 2005 | Kitt Peak            | Spacewatch               |
| 330143 | 2005 YG266             | 27 de desembre de 2005 | Kitt Peak            | Spacewatch               |
| 330144 | 2006 AM6               | 4 de gener de 2006     | Socorro              | LINEAR                   |
| 330145 | 2006 AB30              | 2 de gener de 2006     | Mount Lemmon         | Mt. Lemmon Survey        |
| 330146 | 2006 AG31              | 5 de gener de 2006     | Kitt Peak            | Spacewatch               |
| 330147 | 2006 AT44              | 7 de gener de 2006     | Mount Lemmon         | Mt. Lemmon Survey        |
| 330148 | 2006 AQ69              | 6 de gener de 2006     | Kitt Peak            | Spacewatch               |
| 330149 | 2006 AC77              | 6 de gener de 2006     | Kitt Peak            | Spacewatch               |
| 330150 | 2006 AD80              | 4 de gener de 2006     | Mount Lemmon         | Mt. Lemmon Survey        |
| 330151 | 2006 BP5               | 21 de gener de 2006    | Kitt Peak            | Spacewatch               |
| 330152 | 2006 BY22              | 22 de gener de 2006    | Mount Lemmon         | Mt. Lemmon Survey        |
| 330153 | 2006 BX29              | 23 de gener de 2006    | Nyukasa              | Nyukasa                  |
| 330154 | 2006 BA35              | 22 de gener de 2006    | Mount Lemmon         | Mt. Lemmon Survey        |
| 330155 | 2006 BY35              | 23 de gener de 2006    | Kitt Peak            | Spacewatch               |
| 330156 | 2006 BR38              | 23 de gener de 2006    | Mount Lemmon         | Mt. Lemmon Survey        |
| 330157 | 2006 BJ54              | 25 de gener de 2006    | Kitt Peak            | Spacewatch               |
| 330158 | 2006 BX55              | 25 de gener de 2006    | Anderson Mesa        | LONEOS                   |
| 330159 | 2006 BO59              | 25 de gener de 2006    | Kitt Peak            | Spacewatch               |
| 330160 | 2006 BN78              | 23 de gener de 2006    | Catalina             | CSS                      |
| 330161 | 2006 BQ123             | 26 de gener de 2006    | Kitt Peak            | Spacewatch               |
| 330162 | 2006 BR133             | 26 de gener de 2006    | Mount Lemmon         | Mt. Lemmon Survey        |
| 330163 | 2006 BS139             | 29 de gener de 2006    | Kitt Peak            | Spacewatch               |
| 330164 | 2006 BS141             | 25 de gener de 2006    | Kitt Peak            | Spacewatch               |
| 330165 | 2006 BA142             | 8 de gener de 2006     | Kitt Peak            | Spacewatch               |
| 330166 | 2006 BR147             | 31 de gener de 2006    | 7300                 | W. K. Y. Yeung           |
| 330167 | 2006 BO155             | 25 de gener de 2006    | Kitt Peak            | Spacewatch               |
| 330168 | 2006 BA204             | 31 de gener de 2006    | Kitt Peak            | Spacewatch               |
| 330169 | 2006 BS206             | 31 de gener de 2006    | Mount Lemmon         | Mt. Lemmon Survey        |
| 330170 | 2006 BC210             | 31 de gener de 2006    | Kitt Peak            | Spacewatch               |
| 330171 | 2006 BW211             | 31 de gener de 2006    | Kitt Peak            | Spacewatch               |
| 330172 | 2006 BY219             | 30 de gener de 2006    | Kitt Peak            | Spacewatch               |
| 330173 | 2006 BY258             | 31 de gener de 2006    | Kitt Peak            | Spacewatch               |
| 330174 | 2006 CZ8               | 1 de febrer de 2006    | Mount Lemmon         | Mt. Lemmon Survey        |
| 330175 | 2006 CY14              | 1 de febrer de 2006    | Kitt Peak            | Spacewatch               |
| 330176 | 2006 CD40              | 21 de gener de 2006    | Kitt Peak            | Spacewatch               |
| 330177 | 2006 CJ67              | 2 de febrer de 2006    | Mount Lemmon         | Mt. Lemmon Survey        |
| 330178 | 2006 DD6               | 20 de febrer de 2006   | Catalina             | CSS                      |
| 330179 | 2006 DW24              | 20 de febrer de 2006   | Kitt Peak            | Spacewatch               |
| 330180 | 2006 DA25              | 20 de febrer de 2006   | Kitt Peak            | Spacewatch               |
| 330181 | 2006 DQ47              | 21 de febrer de 2006   | Mount Lemmon         | Mt. Lemmon Survey        |
| 330182 | 2006 DM51              | 24 de febrer de 2006   | Kitt Peak            | Spacewatch               |
| 330183 | 2006 DJ53              | 24 de febrer de 2006   | Kitt Peak            | Spacewatch               |
| 330184 | 2006 DF56              | 24 de febrer de 2006   | Mount Lemmon         | Mt. Lemmon Survey        |
| 330185 | 2006 DV64              | 31 de gener de 2006    | Kitt Peak            | Spacewatch               |
| 330186 | 2006 DD76              | 31 de gener de 2006    | Kitt Peak            | Spacewatch               |
| 330187 | 2006 DW76              | 24 de febrer de 2006   | Kitt Peak            | Spacewatch               |
| 330188 | 2006 DC78              | 31 de gener de 2006    | Kitt Peak            | Spacewatch               |
| 330189 | 2006 DE78              | 24 de febrer de 2006   | Kitt Peak            | Spacewatch               |
| 330190 | 2006 DH78              | 24 de febrer de 2006   | Kitt Peak            | Spacewatch               |
| 330191 | 2006 DC83              | 24 de febrer de 2006   | Kitt Peak            | Spacewatch               |
| 330192 | 2006 DH87              | 24 de febrer de 2006   | Kitt Peak            | Spacewatch               |
| 330193 | 2006 DO87              | 7 de gener de 2006     | Mount Lemmon         | Mt. Lemmon Survey        |
| 330194 | 2006 DD90              | 24 de febrer de 2006   | Kitt Peak            | Spacewatch               |
| 330195 | 2006 DD115             | 27 de febrer de 2006   | Kitt Peak            | Spacewatch               |
| 330196 | 2006 DA173             | 27 de febrer de 2006   | Kitt Peak            | Spacewatch               |
| 330197 | 2006 DQ190             | 27 de febrer de 2006   | Kitt Peak            | Spacewatch               |
| 330198 | 2006 EC9               | 2 de març de 2006      | Kitt Peak            | Spacewatch               |
| 330199 | 2006 ET12              | 2 de març de 2006      | Kitt Peak            | Spacewatch               |
| 330200 | 2006 EK44              | 25 de febrer de 2006   | Anderson Mesa        | LONEOS                   |

## 330201-330300
| Nom    | Designació provisional | Data de descobriment   | Lloc de descobriment | Descobridor/s            |
| ------ | ---------------------- | ---------------------- | -------------------- | ------------------------ |
| 330201 | 2006 FT5               | 25 de febrer de 2006   | Kitt Peak            | Spacewatch               |
| 330202 | 2006 FG13              | 23 de març de 2006     | Kitt Peak            | Spacewatch               |
| 330203 | 2006 FB15              | 23 de març de 2006     | Kitt Peak            | Spacewatch               |
| 330204 | 2006 FE16              | 23 de març de 2006     | Mount Lemmon         | Mt. Lemmon Survey        |
| 330205 | 2006 FR16              | 23 de març de 2006     | Catalina             | CSS                      |
| 330206 | 2006 FE38              | 23 de març de 2006     | Kitt Peak            | Spacewatch               |
| 330207 | 2006 FG40              | 26 de setembre de 2003 | Apache Point         | Sloan Digital Sky Survey |
| 330208 | 2006 FW46              | 23 de març de 2006     | Catalina             | CSS                      |
| 330209 | 2006 FM47              | 24 de març de 2006     | Anderson Mesa        | LONEOS                   |
| 330210 | 2006 FS50              | 26 de març de 2006     | Catalina             | CSS                      |
| 330211 | 2006 GC19              | 2 d'abril de 2006      | Kitt Peak            | Spacewatch               |
| 330212 | 2006 GD21              | 2 d'abril de 2006      | Kitt Peak            | Spacewatch               |
| 330213 | 2006 GD24              | 2 d'abril de 2006      | Kitt Peak            | Spacewatch               |
| 330214 | 2006 GE26              | 2 d'abril de 2006      | Kitt Peak            | Spacewatch               |
| 330215 | 2006 GC37              | 8 d'abril de 2006      | Mount Lemmon         | Mt. Lemmon Survey        |
| 330216 | 2006 GB38              | 2 d'abril de 2006      | Anderson Mesa        | LONEOS                   |
| 330217 | 2006 GK39              | 13 d'abril de 2006     | Palomar              | NEAT                     |
| 330218 | 2006 HX6               | 18 d'abril de 2006     | Palomar              | NEAT                     |
| 330219 | 2006 HB12              | 19 d'abril de 2006     | Kitt Peak            | Spacewatch               |
| 330220 | 2006 HZ42              | 24 d'abril de 2006     | Mount Lemmon         | Mt. Lemmon Survey        |
| 330221 | 2006 HC49              | 25 d'abril de 2006     | Kitt Peak            | Spacewatch               |
| 330222 | 2006 HA74              | 25 d'abril de 2006     | Kitt Peak            | Spacewatch               |
| 330223 | 2006 HV77              | 2 de març de 2006      | Mount Lemmon         | Mt. Lemmon Survey        |
| 330224 | 2006 HQ115             | 26 d'abril de 2006     | Kitt Peak            | Spacewatch               |
| 330225 | 2006 JL26              | 4 de maig de 2006      | Reedy Creek          | J. Broughton             |
| 330226 | 2006 JU26              | 7 de maig de 2006      | Wrightwood           | J. W. Young              |
| 330227 | 2006 JC49              | 1 de maig de 2006      | Kitt Peak            | Spacewatch               |
| 330228 | 2006 KV3               | 19 de maig de 2006     | Mount Lemmon         | Mt. Lemmon Survey        |
| 330229 | 2006 KZ11              | 20 de maig de 2006     | Kitt Peak            | Spacewatch               |
| 330230 | 2006 KH14              | 20 de maig de 2006     | Catalina             | CSS                      |
| 330231 | 2006 KM22              | 20 de maig de 2006     | Catalina             | CSS                      |
| 330232 | 2006 KQ44              | 10 d'octubre de 2002   | Palomar              | NEAT                     |
| 330233 | 2006 KV86              | 26 de maig de 2006     | Mount Lemmon         | Mt. Lemmon Survey        |
| 330234 | 2006 KJ91              | 25 de maig de 2006     | Kitt Peak            | Spacewatch               |
| 330235 | 2006 KM92              | 25 de maig de 2006     | Kitt Peak            | Spacewatch               |
| 330236 | 2006 KG120             | 31 de maig de 2006     | Kitt Peak            | Spacewatch               |
| 330237 | 2006 MA10              | 21 de juny de 2006     | Kitt Peak            | Spacewatch               |
| 330238 | 2006 PC42              | 14 d'agost de 2006     | Palomar              | NEAT                     |
| 330239 | 2006 QN12              | 16 d'agost de 2006     | Siding Spring        | Siding Spring Survey     |
| 330240 | 2006 QQ18              | 17 d'agost de 2006     | Palomar              | NEAT                     |
| 330241 | 2006 QG55              | 20 d'agost de 2006     | Palomar              | NEAT                     |
| 330242 | 2006 QK83              | 27 d'agost de 2006     | Kitt Peak            | Spacewatch               |
| 330243 | 2006 QE93              | 16 d'agost de 2006     | Palomar              | NEAT                     |
| 330244 | 2006 QB94              | 16 d'agost de 2006     | Palomar              | NEAT                     |
| 330245 | 2006 QZ99              | 24 d'agost de 2006     | Socorro              | LINEAR                   |
| 330246 | 2006 QA126             | 16 d'agost de 2006     | Palomar              | NEAT                     |
| 330247 | 2006 QT183             | 30 d'agost de 2006     | Mayhill              | A. Lowe                  |
| 330248 | 2006 RO4               | 12 de setembre de 2006 | Catalina             | CSS                      |
| 330249 | 2006 RA10              | 13 de setembre de 2006 | Palomar              | NEAT                     |
| 330250 | 2006 RF19              | 14 de setembre de 2006 | Kitt Peak            | Spacewatch               |
| 330251 | 2006 RL38              | 13 de setembre de 2006 | Palomar              | NEAT                     |
| 330252 | 2006 RZ39              | 12 de setembre de 2006 | Catalina             | CSS                      |
| 330253 | 2006 RF43              | 14 de setembre de 2006 | Kitt Peak            | Spacewatch               |
| 330254 | 2006 RA46              | 14 de setembre de 2006 | Kitt Peak            | Spacewatch               |
| 330255 | 2006 RZ52              | 14 de setembre de 2006 | Kitt Peak            | Spacewatch               |
| 330256 | 2006 RX89              | 15 de setembre de 2006 | Kitt Peak            | Spacewatch               |
| 330257 | 2006 RX93              | 15 de setembre de 2006 | Kitt Peak            | Spacewatch               |
| 330258 | 2006 RL102             | 14 de setembre de 2006 | Palomar              | NEAT                     |
| 330259 | 2006 RL118             | 14 de setembre de 2006 | Mauna Kea            | J. Masiero               |
| 330260 | 2006 SB7               | 17 de setembre de 2006 | Kitt Peak            | Spacewatch               |
| 330261 | 2006 SZ7               | 16 de setembre de 2006 | Catalina             | CSS                      |
| 330262 | 2006 SN14              | 17 de setembre de 2006 | Catalina             | CSS                      |
| 330263 | 2006 SU22              | 17 de setembre de 2006 | Anderson Mesa        | LONEOS                   |
| 330264 | 2006 SR55              | 18 de setembre de 2006 | Catalina             | CSS                      |
| 330265 | 2006 SJ57              | 17 de setembre de 2006 | Kitt Peak            | Spacewatch               |
| 330266 | 2006 SR63              | 18 de setembre de 2006 | Catalina             | CSS                      |
| 330267 | 2006 SE68              | 19 de setembre de 2006 | Kitt Peak            | Spacewatch               |
| 330268 | 2006 SV68              | 19 de setembre de 2006 | Kitt Peak            | Spacewatch               |
| 330269 | 2006 SD76              | 19 de setembre de 2006 | Kitt Peak            | Spacewatch               |
| 330270 | 2006 SD96              | 18 de setembre de 2006 | Kitt Peak            | Spacewatch               |
| 330271 | 2006 SE119             | 18 de setembre de 2006 | Catalina             | CSS                      |
| 330272 | 2006 SY130             | 24 de setembre de 2006 | Calvin-Rehoboth      | L. A. Molnar             |
| 330273 | 2006 SM136             | 20 de setembre de 2006 | Catalina             | CSS                      |
| 330274 | 2006 SK147             | 19 de setembre de 2006 | Kitt Peak            | Spacewatch               |
| 330275 | 2006 SE203             | 25 de setembre de 2006 | Mount Lemmon         | Mt. Lemmon Survey        |
| 330276 | 2006 SU208             | 26 de setembre de 2006 | Socorro              | LINEAR                   |
| 330277 | 2006 SM217             | 28 de setembre de 2006 | Kitt Peak            | Spacewatch               |
| 330278 | 2006 SY255             | 26 de setembre de 2006 | Kitt Peak            | Spacewatch               |
| 330279 | 2006 SH274             | 27 de setembre de 2006 | Kitt Peak            | Spacewatch               |
| 330280 | 2006 SZ288             | 14 de desembre de 2003 | Kitt Peak            | Spacewatch               |
| 330281 | 2006 SR294             | 25 de setembre de 2006 | Kitt Peak            | Spacewatch               |
| 330282 | 2006 SF300             | 26 de setembre de 2006 | Catalina             | CSS                      |
| 330283 | 2006 SG304             | 27 de setembre de 2006 | Catalina             | CSS                      |
| 330284 | 2006 SF354             | 20 de setembre de 2006 | Anderson Mesa        | LONEOS                   |
| 330285 | 2006 SA358             | 30 de setembre de 2006 | Mount Lemmon         | Mt. Lemmon Survey        |
| 330286 | 2006 SP391             | 18 de setembre de 2006 | Kitt Peak            | Spacewatch               |
| 330287 | 2006 SP394             | 18 de setembre de 2006 | Kitt Peak            | Spacewatch               |
| 330288 | 2006 SN401             | 28 de setembre de 2006 | Mount Lemmon         | Mt. Lemmon Survey        |
| 330289 | 2006 SY412             | 17 de setembre de 2006 | Catalina             | CSS                      |
| 330290 | 2006 TV6               | 3 d'octubre de 2006    | Mount Lemmon         | Mt. Lemmon Survey        |
| 330291 | 2006 TT16              | 11 d'octubre de 2006   | Kitt Peak            | Spacewatch               |
| 330292 | 2006 TQ20              | 11 d'octubre de 2006   | Kitt Peak            | Spacewatch               |
| 330293 | 2006 TK22              | 11 d'octubre de 2006   | Kitt Peak            | Spacewatch               |
| 330294 | 2006 TZ33              | 12 d'octubre de 2006   | Palomar              | NEAT                     |
| 330295 | 2006 TQ38              | 12 d'octubre de 2006   | Kitt Peak            | Spacewatch               |
| 330296 | 2006 TQ44              | 12 d'octubre de 2006   | Kitt Peak            | Spacewatch               |
| 330297 | 2006 TX56              | 3 d'octubre de 2006    | Mount Lemmon         | Mt. Lemmon Survey        |
| 330298 | 2006 TH63              | 10 d'octubre de 2006   | Palomar              | NEAT                     |
| 330299 | 2006 TM63              | 10 d'octubre de 2006   | Palomar              | NEAT                     |
| 330300 | 2006 TO73              | 11 d'octubre de 2006   | Palomar              | NEAT                     |

## 330301-330400
| Nom    | Designació provisional | Data de descobriment   | Lloc de descobriment | Descobridor/s            |
| ------ | ---------------------- | ---------------------- | -------------------- | ------------------------ |
| 330301 | 2006 TE74              | 11 d'octubre de 2006   | Palomar              | NEAT                     |
| 330302 | 2006 TR74              | 11 d'octubre de 2006   | Palomar              | NEAT                     |
| 330303 | 2006 TW74              | 11 d'octubre de 2006   | Palomar              | NEAT                     |
| 330304 | 2006 TE75              | 11 d'octubre de 2006   | Palomar              | NEAT                     |
| 330305 | 2006 TA76              | 11 d'octubre de 2006   | Palomar              | NEAT                     |
| 330306 | 2006 TH92              | 14 d'octubre de 2006   | Lulin                | C.-S. Lin, Q.-z. Ye      |
| 330307 | 2006 TM124             | 3 d'octubre de 2006    | Mount Lemmon         | Mt. Lemmon Survey        |
| 330308 | 2006 TO128             | 1 d'octubre de 2006    | Kitt Peak            | Spacewatch               |
| 330309 | 2006 UL4               | 16 d'octubre de 2006   | Kitt Peak            | Spacewatch               |
| 330310 | 2006 UN5               | 16 d'octubre de 2006   | Catalina             | CSS                      |
| 330311 | 2006 UV5               | 16 d'octubre de 2006   | Kitt Peak            | Spacewatch               |
| 330312 | 2006 UR31              | 16 d'octubre de 2006   | Kitt Peak            | Spacewatch               |
| 330313 | 2006 UV31              | 16 d'octubre de 2006   | Kitt Peak            | Spacewatch               |
| 330314 | 2006 UF35              | 16 d'octubre de 2006   | Kitt Peak            | Spacewatch               |
| 330315 | 2006 UL37              | 16 d'octubre de 2006   | Kitt Peak            | Spacewatch               |
| 330316 | 2006 UZ41              | 16 d'octubre de 2006   | Kitt Peak            | Spacewatch               |
| 330317 | 2006 UK55              | 17 d'octubre de 2006   | Kitt Peak            | Spacewatch               |
| 330318 | 2006 UM69              | 16 d'octubre de 2006   | Catalina             | CSS                      |
| 330319 | 2006 UJ87              | 17 d'octubre de 2006   | Mount Lemmon         | Mt. Lemmon Survey        |
| 330320 | 2006 UX90              | 17 d'octubre de 2006   | Kitt Peak            | Spacewatch               |
| 330321 | 2006 UV97              | 18 d'octubre de 2006   | Kitt Peak            | Spacewatch               |
| 330322 | 2006 UB102             | 18 d'octubre de 2006   | Kitt Peak            | Spacewatch               |
| 330323 | 2006 UB108             | 18 d'octubre de 2006   | Kitt Peak            | Spacewatch               |
| 330324 | 2006 US120             | 19 d'octubre de 2006   | Kitt Peak            | Spacewatch               |
| 330325 | 2006 UP121             | 19 d'octubre de 2006   | Kitt Peak            | Spacewatch               |
| 330326 | 2006 UK163             | 21 d'octubre de 2006   | Mount Lemmon         | Mt. Lemmon Survey        |
| 330327 | 2006 UZ179             | 16 d'octubre de 2006   | Catalina             | CSS                      |
| 330328 | 2006 UJ180             | 16 d'octubre de 2006   | Catalina             | CSS                      |
| 330329 | 2006 UO182             | 30 de setembre de 2006 | Catalina             | CSS                      |
| 330330 | 2006 UA186             | 17 d'octubre de 2006   | Catalina             | CSS                      |
| 330331 | 2006 UJ186             | 30 d'agost de 2006     | Anderson Mesa        | LONEOS                   |
| 330332 | 2006 UZ192             | 19 d'octubre de 2006   | Catalina             | CSS                      |
| 330333 | 2006 UZ208             | 23 d'octubre de 2006   | Kitt Peak            | Spacewatch               |
| 330334 | 2006 UV219             | 16 d'octubre de 2006   | Kitt Peak            | Spacewatch               |
| 330335 | 2006 UC232             | 21 d'octubre de 2006   | Mount Lemmon         | Mt. Lemmon Survey        |
| 330336 | 2006 UG263             | 31 d'octubre de 2006   | Bergisch Gladbac     | W. Bickel                |
| 330337 | 2006 UT269             | 27 d'octubre de 2006   | Kitt Peak            | Spacewatch               |
| 330338 | 2006 UO272             | 27 d'octubre de 2006   | Mount Lemmon         | Mt. Lemmon Survey        |
| 330339 | 2006 UG280             | 28 d'octubre de 2006   | Mount Lemmon         | Mt. Lemmon Survey        |
| 330340 | 2006 UG325             | 27 de setembre de 2006 | Mount Lemmon         | Mt. Lemmon Survey        |
| 330341 | 2006 UN331             | 23 d'octubre de 2006   | Catalina             | CSS                      |
| 330342 | 2006 UQ331             | 28 d'octubre de 2006   | Catalina             | CSS                      |
| 330343 | 2006 UE360             | 23 d'octubre de 2006   | Kitt Peak            | Spacewatch               |
| 330344 | 2006 VJ10              | 11 de novembre de 2006 | Mount Lemmon         | Mt. Lemmon Survey        |
| 330345 | 2006 VD12              | 11 de novembre de 2006 | Mount Lemmon         | Mt. Lemmon Survey        |
| 330346 | 2006 VZ14              | 9 de novembre de 2006  | Kitt Peak            | Spacewatch               |
| 330347 | 2006 VE20              | 9 de novembre de 2006  | Kitt Peak            | Spacewatch               |
| 330348 | 2006 VU31              | 11 de novembre de 2006 | Kitt Peak            | Spacewatch               |
| 330349 | 2006 VX32              | 11 de novembre de 2006 | Catalina             | CSS                      |
| 330350 | 2006 VF34              | 11 de novembre de 2006 | Catalina             | CSS                      |
| 330351 | 2006 VL39              | 12 de novembre de 2006 | Mount Lemmon         | Mt. Lemmon Survey        |
| 330352 | 2006 VE40              | 12 de novembre de 2006 | Mount Lemmon         | Mt. Lemmon Survey        |
| 330353 | 2006 VC41              | 12 de novembre de 2006 | Mount Lemmon         | Mt. Lemmon Survey        |
| 330354 | 2006 VY57              | 11 de novembre de 2006 | Kitt Peak            | Spacewatch               |
| 330355 | 2006 VX65              | 11 de novembre de 2006 | Kitt Peak            | Spacewatch               |
| 330356 | 2006 VX66              | 11 de novembre de 2006 | Catalina             | CSS                      |
| 330357 | 2006 VW69              | 11 de novembre de 2006 | Kitt Peak            | Spacewatch               |
| 330358 | 2006 VK92              | 15 de novembre de 2006 | Catalina             | CSS                      |
| 330359 | 2006 VL118             | 14 de novembre de 2006 | Kitt Peak            | Spacewatch               |
| 330360 | 2006 VV122             | 14 de novembre de 2006 | Kitt Peak            | Spacewatch               |
| 330361 | 2006 VN140             | 21 d'octubre de 2006   | Mount Lemmon         | Mt. Lemmon Survey        |
| 330362 | 2006 VB161             | 9 de novembre de 2006  | Apache Point         | A. E. Rose, A. C. Becker |
| 330363 | 2006 VO172             | 15 de novembre de 2006 | Mount Lemmon         | Mt. Lemmon Survey        |
| 330364 | 2006 VA174             | 1 de novembre de 2006  | Mount Lemmon         | Mt. Lemmon Survey        |
| 330365 | 2006 WG5               | 16 de novembre de 2006 | Kitt Peak            | Spacewatch               |
| 330366 | 2006 WS18              | 17 de novembre de 2006 | Socorro              | LINEAR                   |
| 330367 | 2006 WY28              | 18 de novembre de 2006 | La Sagra             | La Sagra                 |
| 330368 | 2006 WF33              | 16 de novembre de 2006 | Kitt Peak            | Spacewatch               |
| 330369 | 2006 WO33              | 16 de novembre de 2006 | Kitt Peak            | Spacewatch               |
| 330370 | 2006 WY39              | 16 de novembre de 2006 | Kitt Peak            | Spacewatch               |
| 330371 | 2006 WW81              | 18 de novembre de 2006 | Kitt Peak            | Spacewatch               |
| 330372 | 2006 WU94              | 19 de novembre de 2006 | Kitt Peak            | Spacewatch               |
| 330373 | 2006 WD102             | 19 de novembre de 2006 | Catalina             | CSS                      |
| 330374 | 2006 WD175             | 23 de novembre de 2006 | Kitt Peak            | Spacewatch               |
| 330375 | 2006 WH184             | 28 de setembre de 2006 | Mount Lemmon         | Mt. Lemmon Survey        |
| 330376 | 2006 WK190             | 25 de novembre de 2006 | Catalina             | CSS                      |
| 330377 | 2006 WJ194             | 27 de novembre de 2006 | Mount Lemmon         | Mt. Lemmon Survey        |
| 330378 | 2006 WJ198             | 28 de novembre de 2006 | Mount Lemmon         | Mt. Lemmon Survey        |
| 330379 | 2006 XU                | 10 de desembre de 2006 | Pla D'Arguines       | R. Ferrando              |
| 330380 | 2006 XJ4               | 14 de desembre de 2006 | Vicques              | M. Ory                   |
| 330381 | 2006 XG8               | 9 de desembre de 2006  | Kitt Peak            | Spacewatch               |
| 330382 | 2006 XL9               | 6 de febrer de 2003    | Palomar              | NEAT                     |
| 330383 | 2006 XF15              | 10 de desembre de 2006 | Kitt Peak            | Spacewatch               |
| 330384 | 2006 XC16              | 10 de desembre de 2006 | Kitt Peak            | Spacewatch               |
| 330385 | 2006 XP17              | 10 de desembre de 2006 | Kitt Peak            | Spacewatch               |
| 330386 | 2006 XR36              | 11 de desembre de 2006 | Kitt Peak            | Spacewatch               |
| 330387 | 2006 XK47              | 13 de desembre de 2006 | Catalina             | CSS                      |
| 330388 | 2006 XS51              | 14 de desembre de 2006 | Mount Lemmon         | Mt. Lemmon Survey        |
| 330389 | 2006 XQ58              | 14 de desembre de 2006 | Kitt Peak            | Spacewatch               |
| 330390 | 2006 YQ1               | 16 de desembre de 2006 | Mount Lemmon         | Mt. Lemmon Survey        |
| 330391 | 2006 YL4               | 16 de desembre de 2006 | Mount Lemmon         | Mt. Lemmon Survey        |
| 330392 | 2006 YP6               | 17 de desembre de 2006 | Socorro              | LINEAR                   |
| 330393 | 2006 YJ14              | 24 de desembre de 2006 | Gnosca               | S. Sposetti              |
| 330394 | 2006 YP14              | 25 de desembre de 2006 | Junk Bond            | D. Healy                 |
| 330395 | 2006 YE22              | 28 de setembre de 2006 | Mount Lemmon         | Mt. Lemmon Survey        |
| 330396 | 2006 YO32              | 21 de desembre de 2006 | Kitt Peak            | Spacewatch               |
| 330397 | 2006 YT38              | 21 de desembre de 2006 | Kitt Peak            | Spacewatch               |
| 330398 | 2006 YO52              | 16 de desembre de 2006 | Kitt Peak            | Spacewatch               |
| 330399 | 2006 YO55              | 21 de desembre de 2006 | Mount Lemmon         | Mt. Lemmon Survey        |
| 330400 | 2007 AM6               | 8 de gener de 2007     | Kitt Peak            | Spacewatch               |

## 330401-330500
| Nom             | Designació provisional | Data de descobriment   | Lloc de descobriment | Descobridor/s          |
| --------------- | ---------------------- | ---------------------- | -------------------- | ---------------------- |
| 330401          | 2007 AG25              | 15 de gener de 2007    | Catalina             | CSS                    |
| 330402          | 2007 BT13              | 17 de gener de 2007    | Kitt Peak            | Spacewatch             |
| 330403          | 2007 BA16              | 17 de gener de 2007    | Kitt Peak            | Spacewatch             |
| 330404          | 2007 BJ18              | 17 de gener de 2007    | Palomar              | NEAT                   |
| 330405          | 2007 BX19              | 13 de desembre de 2006 | Kitt Peak            | Spacewatch             |
| 330406          | 2007 BP23              | 27 de novembre de 2006 | Mount Lemmon         | Mt. Lemmon Survey      |
| 330407          | 2007 BY28              | 24 de gener de 2007    | Nyukasa              | Nyukasa                |
| 330408          | 2007 BL38              | 24 de gener de 2007    | Catalina             | CSS                    |
| 330409          | 2007 BS45              | 15 de desembre de 2006 | Mount Lemmon         | Mt. Lemmon Survey      |
| 330410          | 2007 BW47              | 26 de gener de 2007    | Kitt Peak            | Spacewatch             |
| 330411          | 2007 BM48              | 17 de gener de 2007    | Kitt Peak            | Spacewatch             |
| 330412          | 2007 BL58              | 23 de novembre de 2006 | Mount Lemmon         | Mt. Lemmon Survey      |
| 330413          | 2007 BP58              | 24 de gener de 2007    | Catalina             | CSS                    |
| 330414          | 2007 BQ63              | 27 de gener de 2007    | Mount Lemmon         | Mt. Lemmon Survey      |
| 330415          | 2007 CT7               | 6 de febrer de 2007    | Kitt Peak            | Spacewatch             |
| 330416          | 2007 CX13              | 7 de febrer de 2007    | Kitt Peak            | Spacewatch             |
| 330417          | 2007 CE15              | 2 de desembre de 2005  | Kitt Peak            | Spacewatch             |
| 330418          | 2007 CD18              | 8 de febrer de 2007    | Mount Lemmon         | Mt. Lemmon Survey      |
| 330419          | 2007 CX25              | 9 de febrer de 2007    | Catalina             | CSS                    |
| 330420 Tomroman | 2007 CG26              | 11 de febrer de 2007   | Laurel               | D. Skillman            |
| 330421          | 2007 CQ26              | 9 de febrer de 2007    | Marly                | P. Kocher              |
| 330422          | 2007 CH27              | 20 d'abril de 2004     | Kitt Peak            | Spacewatch             |
| 330423          | 2007 CN39              | 6 de febrer de 2007    | Mount Lemmon         | Mt. Lemmon Survey      |
| 330424          | 2007 CR46              | 8 de febrer de 2007    | Palomar              | NEAT                   |
| 330425          | 2007 CH47              | 8 de febrer de 2007    | Palomar              | NEAT                   |
| 330426          | 2007 CC52              | 9 de febrer de 2007    | Catalina             | CSS                    |
| 330427          | 2007 CL56              | 15 de febrer de 2007   | Catalina             | CSS                    |
| 330428          | 2007 CM61              | 15 de febrer de 2007   | Palomar              | NEAT                   |
| 330429          | 2007 CJ62              | 10 de febrer de 2007   | Mount Lemmon         | Mt. Lemmon Survey      |
| 330430          | 2007 DW6               | 1 de novembre de 2005  | Mount Lemmon         | Mt. Lemmon Survey      |
| 330431          | 2007 DH10              | 17 de febrer de 2007   | Kitt Peak            | Spacewatch             |
| 330432          | 2007 DN12              | 16 de febrer de 2007   | Catalina             | CSS                    |
| 330433          | 2007 DY12              | 16 de febrer de 2007   | Mount Lemmon         | Mt. Lemmon Survey      |
| 330434          | 2007 DS13              | 1 d'octubre de 2005    | Mount Lemmon         | Mt. Lemmon Survey      |
| 330435          | 2007 DF34              | 17 de febrer de 2007   | Kitt Peak            | Spacewatch             |
| 330436          | 2007 DR34              | 17 de febrer de 2007   | Kitt Peak            | Spacewatch             |
| 330437          | 2007 DT39              | 19 de febrer de 2007   | Kitt Peak            | Spacewatch             |
| 330438          | 2007 DH48              | 21 de febrer de 2007   | Mount Lemmon         | Mt. Lemmon Survey      |
| 330439          | 2007 DR55              | 21 de febrer de 2007   | Kitt Peak            | Spacewatch             |
| 330440          | 2007 DQ60              | 23 de febrer de 2007   | Mayhill              | A. Lowe                |
| 330441          | 2007 DH76              | 21 de febrer de 2007   | Kitt Peak            | Spacewatch             |
| 330442          | 2007 DC87              | 23 de febrer de 2007   | Kitt Peak            | Spacewatch             |
| 330443          | 2007 DF92              | 23 de febrer de 2007   | Kitt Peak            | Spacewatch             |
| 330444          | 2007 DP96              | 23 de febrer de 2007   | Mount Lemmon         | Mt. Lemmon Survey      |
| 330445          | 2007 DQ105             | 17 de febrer de 2007   | Mount Lemmon         | Mt. Lemmon Survey      |
| 330446          | 2007 DW106             | 23 de febrer de 2007   | Kitt Peak            | Spacewatch             |
| 330447          | 2007 DF109             | 27 de desembre de 2006 | Catalina             | CSS                    |
| 330448          | 2007 DN109             | 17 de febrer de 2007   | Kitt Peak            | Spacewatch             |
| 330449          | 2007 EH5               | 9 de març de 2007      | Kitt Peak            | Spacewatch             |
| 330450          | 2007 EZ5               | 9 de març de 2007      | Mount Lemmon         | Mt. Lemmon Survey      |
| 330451          | 2007 EP7               | 9 de març de 2007      | Mount Lemmon         | Mt. Lemmon Survey      |
| 330452          | 2007 EN12              | 9 de març de 2007      | Palomar              | NEAT                   |
| 330453          | 2007 EC17              | 8 de febrer de 2002    | Kitt Peak            | Spacewatch             |
| 330454          | 2007 EX19              | 23 de febrer de 2007   | Mount Lemmon         | Mt. Lemmon Survey      |
| 330455          | 2007 EV31              | 9 de novembre de 2005  | Uccle                | P. De Cat              |
| 330456          | 2007 EK38              | 11 de març de 2007     | Anderson Mesa        | LONEOS                 |
| 330457          | 2007 EN42              | 9 de març de 2007      | Kitt Peak            | Spacewatch             |
| 330458          | 2007 ES117             | 13 de març de 2007     | Mount Lemmon         | Mt. Lemmon Survey      |
| 330459          | 2007 EL128             | 9 de març de 2007      | Mount Lemmon         | Mt. Lemmon Survey      |
| 330460          | 2007 EV139             | 12 de març de 2007     | Kitt Peak            | Spacewatch             |
| 330461          | 2007 EA146             | 12 de març de 2007     | Mount Lemmon         | Mt. Lemmon Survey      |
| 330462          | 2007 EK148             | 12 de març de 2007     | Mount Lemmon         | Mt. Lemmon Survey      |
| 330463          | 2007 EQ153             | 12 de març de 2007     | Mount Lemmon         | Mt. Lemmon Survey      |
| 330464          | 2007 EJ159             | 14 de març de 2007     | Mount Lemmon         | Mt. Lemmon Survey      |
| 330465          | 2007 EC160             | 14 de març de 2007     | Kitt Peak            | Spacewatch             |
| 330466          | 2007 EV171             | 13 de març de 2007     | Mount Lemmon         | Mt. Lemmon Survey      |
| 330467          | 2007 EL183             | 12 de març de 2007     | Mount Lemmon         | Mt. Lemmon Survey      |
| 330468          | 2007 EH195             | 15 de març de 2007     | Kitt Peak            | Spacewatch             |
| 330469          | 2007 EO195             | 15 de març de 2007     | Kitt Peak            | Spacewatch             |
| 330470          | 2007 EJ199             | 13 de març de 2007     | Catalina             | CSS                    |
| 330471          | 2007 ER199             | 9 de març de 2007      | Catalina             | CSS                    |
| 330472          | 2007 EX199             | 10 de març de 2007     | Mount Lemmon         | Mt. Lemmon Survey      |
| 330473          | 2007 ET204             | 11 de març de 2007     | Mount Lemmon         | Mt. Lemmon Survey      |
| 330474          | 2007 EZ218             | 13 de març de 2007     | Kitt Peak            | Spacewatch             |
| 330475          | 2007 EL219             | 15 de març de 2007     | Kitt Peak            | Spacewatch             |
| 330476          | 2007 FH6               | 17 d'agost de 2004     | Wrightwood           | J. W. Young            |
| 330477          | 2007 FZ6               | 16 de març de 2007     | Mount Lemmon         | Mt. Lemmon Survey      |
| 330478          | 2007 FU30              | 20 de març de 2007     | Mount Lemmon         | Mt. Lemmon Survey      |
| 330479          | 2007 FL49              | 26 de març de 2007     | Catalina             | CSS                    |
| 330480          | 2007 GE9               | 8 d'abril de 2007      | Kitt Peak            | Spacewatch             |
| 330481          | 2007 GU17              | 11 d'abril de 2007     | Kitt Peak            | Spacewatch             |
| 330482          | 2007 GX20              | 11 d'abril de 2007     | Mount Lemmon         | Mt. Lemmon Survey      |
| 330483          | 2007 GY24              | 11 d'abril de 2007     | Klet                 | Klet                   |
| 330484          | 2007 GX39              | 14 d'abril de 2007     | Kitt Peak            | Spacewatch             |
| 330485          | 2007 GB44              | 14 d'abril de 2007     | Mount Lemmon         | Mt. Lemmon Survey      |
| 330486          | 2007 GV44              | 14 d'abril de 2007     | Kitt Peak            | Spacewatch             |
| 330487          | 2007 GB45              | 14 d'abril de 2007     | Kitt Peak            | Spacewatch             |
| 330488          | 2007 GC55              | 15 d'abril de 2007     | Kitt Peak            | Spacewatch             |
| 330489          | 2007 GS63              | 15 d'abril de 2007     | Kitt Peak            | Spacewatch             |
| 330490          | 2007 GZ72              | 15 d'abril de 2007     | Catalina             | CSS                    |
| 330491          | 2007 GL75              | 14 d'abril de 2007     | Kitt Peak            | Spacewatch             |
| 330492          | 2007 HM1               | 16 d'abril de 2007     | Socorro              | LINEAR                 |
| 330493          | 2007 HJ14              | 15 d'abril de 2007     | Kitt Peak            | Spacewatch             |
| 330494          | 2007 HO16              | 16 d'abril de 2007     | Mount Lemmon         | Mt. Lemmon Survey      |
| 330495          | 2007 HO24              | 18 d'abril de 2007     | Kitt Peak            | Spacewatch             |
| 330496          | 2007 HL56              | 22 d'abril de 2007     | Kitt Peak            | Spacewatch             |
| 330497          | 2007 JS3               | 25 d'abril de 2007     | Kitt Peak            | Spacewatch             |
| 330498          | 2007 KY1               | 18 de maig de 2007     | Tiki                 | S. F. Hoenig, N. Teamo |
| 330499          | 2007 LT7               | 8 de juny de 2007      | Kitt Peak            | Spacewatch             |
| 330500          | 2007 LX9               | 9 de juny de 2007      | Kitt Peak            | Spacewatch             |

## 330501-330600
| Nom    | Designació provisional | Data de descobriment   | Lloc de descobriment | Descobridor/s        |
| ------ | ---------------------- | ---------------------- | -------------------- | -------------------- |
| 330501 | 2007 LE13              | 10 de juny de 2007     | Kitt Peak            | Spacewatch           |
| 330502 | 2007 LK13              | 10 de juny de 2007     | Kitt Peak            | Spacewatch           |
| 330503 | 2007 LH17              | 10 de juny de 2007     | Kitt Peak            | Spacewatch           |
| 330504 | 2007 LL17              | 10 de juny de 2007     | Kitt Peak            | Spacewatch           |
| 330505 | 2007 LT17              | 10 de juny de 2007     | Kitt Peak            | Spacewatch           |
| 330506 | 2007 LX18              | 9 de juny de 2007      | Catalina             | CSS                  |
| 330507 | 2007 LE26              | 14 de juny de 2007     | Kitt Peak            | Spacewatch           |
| 330508 | 2007 LV28              | 15 de juny de 2007     | Catalina             | CSS                  |
| 330509 | 2007 MX1               | 18 de juny de 2007     | Kitt Peak            | Spacewatch           |
| 330510 | 2007 MR7               | 18 de juny de 2007     | Kitt Peak            | Spacewatch           |
| 330511 | 2007 NJ3               | 14 de juliol de 2007   | Dauban               | Chante-Perdrix       |
| 330512 | 2007 NO4               | 15 de juliol de 2007   | Crni Vrh             | Crni Vrh             |
| 330513 | 2007 RX16              | 12 de setembre de 2007 | Lulin                | LUSS                 |
| 330514 | 2007 RB84              | 10 de setembre de 2007 | Kitt Peak            | Spacewatch           |
| 330515 | 2007 RQ275             | 8 de setembre de 2007  | Siding Spring        | Siding Spring Survey |
| 330516 | 2007 RZ302             | 14 de setembre de 2007 | Anderson Mesa        | LONEOS               |
| 330517 | 2007 RC311             | 2 de setembre de 2007  | Siding Spring        | Siding Spring Survey |
| 330518 | 2007 SH5               | 18 de setembre de 2007 | Socorro              | LINEAR               |
| 330519 | 2007 TC49              | 4 d'octubre de 2007    | Kitt Peak            | Spacewatch           |
| 330520 | 2007 TV84              | 8 d'octubre de 2007    | Catalina             | CSS                  |
| 330521 | 2007 TC109             | 7 d'octubre de 2007    | Catalina             | CSS                  |
| 330522 | 2007 TO127             | 6 d'octubre de 2007    | Kitt Peak            | Spacewatch           |
| 330523 | 2007 TJ156             | 9 d'octubre de 2007    | Socorro              | LINEAR               |
| 330524 | 2007 TL216             | 7 d'octubre de 2007    | Kitt Peak            | Spacewatch           |
| 330525 | 2007 TH234             | 8 d'octubre de 2007    | Kitt Peak            | Spacewatch           |
| 330526 | 2007 TL245             | 8 d'octubre de 2007    | Mount Lemmon         | Mt. Lemmon Survey    |
| 330527 | 2007 TT306             | 8 d'octubre de 2007    | Mount Lemmon         | Mt. Lemmon Survey    |
| 330528 | 2007 UC47              | 10 d'octubre de 2007   | Catalina             | CSS                  |
| 330529 | 2007 VA18              | 1 de novembre de 2007  | Mount Lemmon         | Mt. Lemmon Survey    |
| 330530 | 2007 VW226             | 11 de novembre de 2007 | Mount Lemmon         | Mt. Lemmon Survey    |
| 330531 | 2007 VD273             | 12 de novembre de 2007 | Catalina             | CSS                  |
| 330532 | 2007 WW14              | 18 de novembre de 2007 | Mount Lemmon         | Mt. Lemmon Survey    |
| 330533 | 2007 XZ15              | 8 de desembre de 2007  | La Sagra             | La Sagra             |
| 330534 | 2007 XR32              | 15 de desembre de 2007 | Kitt Peak            | Spacewatch           |
| 330535 | 2007 YL42              | 30 de desembre de 2007 | Catalina             | CSS                  |
| 330536 | 2007 YM62              | 30 de desembre de 2007 | Kitt Peak            | Spacewatch           |
| 330537 | 2007 YB65              | 31 de desembre de 2007 | Kitt Peak            | Spacewatch           |
| 330538 | 2007 YK68              | 31 de desembre de 2007 | Kitt Peak            | Spacewatch           |
| 330539 | 2007 YL72              | 18 de desembre de 2007 | Mount Lemmon         | Mt. Lemmon Survey    |
| 330540 | 2008 AC3               | 7 de gener de 2008     | Lulin                | LUSS                 |
| 330541 | 2008 AK9               | 10 de gener de 2008    | Mount Lemmon         | Mt. Lemmon Survey    |
| 330542 | 2008 AH16              | 10 de gener de 2008    | Mount Lemmon         | Mt. Lemmon Survey    |
| 330543 | 2008 AR55              | 8 de novembre de 2007  | Mount Lemmon         | Mt. Lemmon Survey    |
| 330544 | 2008 AZ63              | 11 de gener de 2008    | Kitt Peak            | Spacewatch           |
| 330545 | 2008 AH65              | 11 de gener de 2008    | Mount Lemmon         | Mt. Lemmon Survey    |
| 330546 | 2008 AC70              | 12 de gener de 2008    | Mount Lemmon         | Mt. Lemmon Survey    |
| 330547 | 2008 AK72              | 1 de gener de 2008     | Kitt Peak            | Spacewatch           |
| 330548 | 2008 AC89              | 4 de novembre de 2007  | Mount Lemmon         | Mt. Lemmon Survey    |
| 330549 | 2008 AY95              | 18 de desembre de 2007 | Mount Lemmon         | Mt. Lemmon Survey    |
| 330550 | 2008 AW99              | 14 de gener de 2008    | Kitt Peak            | Spacewatch           |
| 330551 | 2008 AF105             | 3 de novembre de 2007  | Mount Lemmon         | Mt. Lemmon Survey    |
| 330552 | 2008 BV9               | 16 de gener de 2008    | Kitt Peak            | Spacewatch           |
| 330553 | 2008 BN15              | 28 de gener de 2008    | Lulin                | LUSS                 |
| 330554 | 2008 BN17              | 30 de gener de 2008    | Catalina             | CSS                  |
| 330555 | 2008 BA19              | 11 de gener de 2008    | Kitt Peak            | Spacewatch           |
| 330556 | 2008 BX25              | 1 de gener de 2008     | Kitt Peak            | Spacewatch           |
| 330557 | 2008 BE30              | 30 de gener de 2008    | Catalina             | CSS                  |
| 330558 | 2008 BH37              | 31 de gener de 2008    | Mount Lemmon         | Mt. Lemmon Survey    |
| 330559 | 2008 BQ39              | 30 de gener de 2008    | Catalina             | CSS                  |
| 330560 | 2008 BO45              | 22 d'octubre de 2003   | Kitt Peak            | Spacewatch           |
| 330561 | 2008 CT5               | 6 de febrer de 2008    | Socorro              | LINEAR               |
| 330562 | 2008 CG14              | 16 de gener de 2004    | Kitt Peak            | Spacewatch           |
| 330563 | 2008 CB17              | 3 de febrer de 2008    | Kitt Peak            | Spacewatch           |
| 330564 | 2008 CN21              | 7 de febrer de 2008    | Kitt Peak            | Spacewatch           |
| 330565 | 2008 CC25              | 1 de febrer de 2008    | Kitt Peak            | Spacewatch           |
| 330566 | 2008 CR35              | 2 de febrer de 2008    | Kitt Peak            | Spacewatch           |
| 330567 | 2008 CP40              | 2 de febrer de 2008    | Kitt Peak            | Spacewatch           |
| 330568 | 2008 CR42              | 2 de febrer de 2008    | Kitt Peak            | Spacewatch           |
| 330569 | 2008 CU46              | 2 de febrer de 2008    | Kitt Peak            | Spacewatch           |
| 330570 | 2008 CR47              | 3 de febrer de 2008    | Kitt Peak            | Spacewatch           |
| 330571 | 2008 CC48              | 3 de febrer de 2008    | Catalina             | CSS                  |
| 330572 | 2008 CZ49              | 6 de febrer de 2008    | Catalina             | CSS                  |
| 330573 | 2008 CN65              | 8 de febrer de 2008    | Kitt Peak            | Spacewatch           |
| 330574 | 2008 CZ68              | 7 de febrer de 2008    | Bergisch Gladbac     | W. Bickel            |
| 330575 | 2008 CW73              | 7 de febrer de 2008    | Kitt Peak            | Spacewatch           |
| 330576 | 2008 CC76              | 3 de febrer de 2008    | Kitt Peak            | Spacewatch           |
| 330577 | 2008 CQ83              | 7 de febrer de 2008    | Kitt Peak            | Spacewatch           |
| 330578 | 2008 CS88              | 7 de febrer de 2008    | Mount Lemmon         | Mt. Lemmon Survey    |
| 330579 | 2008 CK90              | 8 de febrer de 2008    | Catalina             | CSS                  |
| 330580 | 2008 CU95              | 8 de febrer de 2008    | Kitt Peak            | Spacewatch           |
| 330581 | 2008 CE108             | 9 de febrer de 2008    | Catalina             | CSS                  |
| 330582 | 2008 CY108             | 9 de febrer de 2008    | Kitt Peak            | Spacewatch           |
| 330583 | 2008 CZ120             | 6 de febrer de 2008    | Catalina             | CSS                  |
| 330584 | 2008 CP123             | 7 de febrer de 2008    | Mount Lemmon         | Mt. Lemmon Survey    |
| 330585 | 2008 CQ129             | 8 de febrer de 2008    | Kitt Peak            | Spacewatch           |
| 330586 | 2008 CH135             | 15 de gener de 2008    | Mount Lemmon         | Mt. Lemmon Survey    |
| 330587 | 2008 CU144             | 9 de febrer de 2008    | Kitt Peak            | Spacewatch           |
| 330588 | 2008 CW154             | 9 de febrer de 2008    | Kitt Peak            | Spacewatch           |
| 330589 | 2008 CB155             | 2 de febrer de 2008    | Kitt Peak            | Spacewatch           |
| 330590 | 2008 CT156             | 9 de febrer de 2008    | Kitt Peak            | Spacewatch           |
| 330591 | 2008 CA158             | 9 de febrer de 2008    | Catalina             | CSS                  |
| 330592 | 2008 CJ162             | 10 de febrer de 2008   | Anderson Mesa        | LONEOS               |
| 330593 | 2008 CU188             | 13 de febrer de 2008   | Catalina             | CSS                  |
| 330594 | 2008 CB196             | 7 de febrer de 2008    | Mount Lemmon         | Mt. Lemmon Survey    |
| 330595 | 2008 CU209             | 6 de febrer de 2008    | Catalina             | CSS                  |
| 330596 | 2008 DU2               | 24 de febrer de 2008   | Kitt Peak            | Spacewatch           |
| 330597 | 2008 DO6               | 24 de febrer de 2008   | Mount Lemmon         | Mt. Lemmon Survey    |
| 330598 | 2008 DZ9               | 26 de febrer de 2008   | Kitt Peak            | Spacewatch           |
| 330599 | 2008 DY15              | 27 de febrer de 2008   | Catalina             | CSS                  |
| 330600 | 2008 DR17              | 24 de febrer de 2008   | Kitt Peak            | Spacewatch           |

## 330601-330700
| Nom          | Designació provisional | Data de descobriment   | Lloc de descobriment | Descobridor/s          |
| ------------ | ---------------------- | ---------------------- | -------------------- | ---------------------- |
| 330601       | 2008 DG19              | 15 de gener de 2008    | Mount Lemmon         | Mt. Lemmon Survey      |
| 330602       | 2008 DL32              | 27 de febrer de 2008   | Kitt Peak            | Spacewatch             |
| 330603       | 2008 DS32              | 27 de febrer de 2008   | Kitt Peak            | Spacewatch             |
| 330604       | 2008 DJ33              | 11 de febrer de 2008   | Mount Lemmon         | Mt. Lemmon Survey      |
| 330605       | 2008 DA37              | 27 de febrer de 2008   | Catalina             | CSS                    |
| 330606       | 2008 DF48              | 28 de febrer de 2008   | Mount Lemmon         | Mt. Lemmon Survey      |
| 330607       | 2008 DC54              | 26 de febrer de 2008   | Anderson Mesa        | LONEOS                 |
| 330608       | 2008 DV65              | 28 de febrer de 2008   | Mount Lemmon         | Mt. Lemmon Survey      |
| 330609       | 2008 DP67              | 29 de febrer de 2008   | Kitt Peak            | Spacewatch             |
| 330610       | 2008 DD70              | 28 de febrer de 2008   | Catalina             | CSS                    |
| 330611       | 2008 DU78              | 24 de maig de 2001     | Cerro Tololo         | M. W. Buie             |
| 330612       | 2008 DJ79              | 27 de febrer de 2008   | Catalina             | CSS                    |
| 330613       | 2008 DT80              | 18 de febrer de 2008   | Mount Lemmon         | Mt. Lemmon Survey      |
| 330614       | 2008 DK81              | 27 de febrer de 2008   | Kitt Peak            | Spacewatch             |
| 330615       | 2008 DO82              | 28 de febrer de 2008   | Kitt Peak            | Spacewatch             |
| 330616       | 2008 DN85              | 28 de febrer de 2008   | Kitt Peak            | Spacewatch             |
| 330617       | 2008 DQ88              | 26 de febrer de 2008   | Kitt Peak            | Spacewatch             |
| 330618       | 2008 ET4               | 2 de març de 2008      | Mount Lemmon         | Mt. Lemmon Survey      |
| 330619       | 2008 EW7               | 1 de març de 2008      | La Sagra             | La Sagra               |
| 330620       | 2008 EC10              | 3 de febrer de 2008    | Kitt Peak            | Spacewatch             |
| 330621       | 2008 EB19              | 2 de març de 2008      | Catalina             | CSS                    |
| 330622       | 2008 EP26              | 4 de març de 2008      | Kitt Peak            | Spacewatch             |
| 330623       | 2008 EX33              | 1 de març de 2008      | Mount Lemmon         | Mt. Lemmon Survey      |
| 330624       | 2008 EF34              | 2 de març de 2008      | Catalina             | CSS                    |
| 330625       | 2008 EJ39              | 4 de març de 2008      | Kitt Peak            | Spacewatch             |
| 330626       | 2008 EW54              | 6 de març de 2008      | Kitt Peak            | Spacewatch             |
| 330627       | 2008 ED74              | 7 de març de 2008      | Kitt Peak            | Spacewatch             |
| 330628       | 2008 EW77              | 7 de març de 2008      | Kitt Peak            | Spacewatch             |
| 330629       | 2008 EJ78              | 7 de març de 2008      | Kitt Peak            | Spacewatch             |
| 330630       | 2008 EK78              | 7 de març de 2008      | Kitt Peak            | Spacewatch             |
| 330631       | 2008 ES82              | 18 de desembre de 2007 | Mount Lemmon         | Mt. Lemmon Survey      |
| 330632       | 2008 EV83              | 8 de març de 2008      | Mount Lemmon         | Mt. Lemmon Survey      |
| 330633       | 2008 EK122             | 9 de març de 2008      | Kitt Peak            | Spacewatch             |
| 330634 Boico | 2008 EY131             | 11 de març de 2008     | La Silla             | EURONEAR               |
| 330635       | 2008 EG136             | 11 de març de 2008     | Kitt Peak            | Spacewatch             |
| 330636       | 2008 EW147             | 1 de març de 2008      | Kitt Peak            | Spacewatch             |
| 330637       | 2008 EM152             | 10 de març de 2008     | Kitt Peak            | Spacewatch             |
| 330638       | 2008 EX164             | 31 de juliol de 2005   | Palomar              | NEAT                   |
| 330639       | 2008 FY                | 13 de febrer de 2008   | Kitt Peak            | Spacewatch             |
| 330640       | 2008 FX2               | 3 de març de 2008      | XuYi                 | PMO NEO Survey Program |
| 330641       | 2008 FP25              | 27 de març de 2008     | Kitt Peak            | Spacewatch             |
| 330642       | 2008 FQ28              | 28 de març de 2008     | Kitt Peak            | Spacewatch             |
| 330643       | 2008 FJ37              | 28 de març de 2008     | Kitt Peak            | Spacewatch             |
| 330644       | 2008 FB39              | 28 de març de 2008     | Kitt Peak            | Spacewatch             |
| 330645       | 2008 FF40              | 28 de març de 2008     | Kitt Peak            | Spacewatch             |
| 330646       | 2008 FL40              | 28 de març de 2008     | Kitt Peak            | Spacewatch             |
| 330647       | 2008 FU52              | 28 de març de 2008     | Mount Lemmon         | Mt. Lemmon Survey      |
| 330648       | 2008 FB56              | 28 de març de 2008     | Mount Lemmon         | Mt. Lemmon Survey      |
| 330649       | 2008 FX60              | 29 de març de 2008     | Mount Lemmon         | Mt. Lemmon Survey      |
| 330650       | 2008 FG78              | 27 de març de 2008     | Mount Lemmon         | Mt. Lemmon Survey      |
| 330651       | 2008 FA85              | 28 de març de 2008     | Mount Lemmon         | Mt. Lemmon Survey      |
| 330652       | 2008 FB89              | 28 de març de 2008     | Mount Lemmon         | Mt. Lemmon Survey      |
| 330653       | 2008 FV109             | 31 de març de 2008     | Mount Lemmon         | Mt. Lemmon Survey      |
| 330654       | 2008 FA113             | 31 de març de 2008     | Kitt Peak            | Spacewatch             |
| 330655       | 2008 FH113             | 31 de març de 2008     | Kitt Peak            | Spacewatch             |
| 330656       | 2008 FW125             | 31 de març de 2008     | Mount Lemmon         | Mt. Lemmon Survey      |
| 330657       | 2008 FL128             | 28 de març de 2008     | Mount Lemmon         | Mt. Lemmon Survey      |
| 330658       | 2008 FG132             | 26 de març de 2008     | Mount Lemmon         | Mt. Lemmon Survey      |
| 330659       | 2008 GG2               | 5 d'abril de 2008      | Socorro              | LINEAR                 |
| 330660       | 2008 GS60              | 5 d'abril de 2008      | Catalina             | CSS                    |
| 330661       | 2008 GW70              | 7 d'abril de 2008      | Kitt Peak            | Spacewatch             |
| 330662       | 2008 GC73              | 7 d'abril de 2008      | Mount Lemmon         | Mt. Lemmon Survey      |
| 330663       | 2008 GS73              | 7 d'abril de 2008      | Mount Lemmon         | Mt. Lemmon Survey      |
| 330664       | 2008 GC83              | 8 d'abril de 2008      | Kitt Peak            | Spacewatch             |
| 330665       | 2008 GR87              | 5 d'abril de 2008      | Mount Lemmon         | Mt. Lemmon Survey      |
| 330666       | 2008 GQ90              | 6 d'abril de 2008      | Mount Lemmon         | Mt. Lemmon Survey      |
| 330667       | 2008 GL95              | 8 d'abril de 2008      | Kitt Peak            | Spacewatch             |
| 330668       | 2008 GZ98              | 30 de setembre de 2006 | Mount Lemmon         | Mt. Lemmon Survey      |
| 330669       | 2008 GE101             | 9 d'abril de 2008      | Kitt Peak            | Spacewatch             |
| 330670       | 2008 GP122             | 24 de novembre de 2006 | Mount Lemmon         | Mt. Lemmon Survey      |
| 330671       | 2008 GV130             | 6 d'abril de 2008      | Mount Lemmon         | Mt. Lemmon Survey      |
| 330672       | 2008 GE132             | 8 d'abril de 2008      | Kitt Peak            | Spacewatch             |
| 330673       | 2008 GM137             | 6 d'abril de 2008      | Kitt Peak            | Spacewatch             |
| 330674       | 2008 GN143             | 4 d'abril de 2008      | Mount Lemmon         | Mt. Lemmon Survey      |
| 330675       | 2008 HK4               | 28 d'abril de 2008     | La Sagra             | La Sagra               |
| 330676       | 2008 HV5               | 24 d'abril de 2008     | Kitt Peak            | Spacewatch             |
| 330677       | 2008 HX5               | 24 d'abril de 2008     | Kitt Peak            | Spacewatch             |
| 330678       | 2008 HY17              | 1 d'abril de 2008      | Mount Lemmon         | Mt. Lemmon Survey      |
| 330679       | 2008 HF23              | 27 d'abril de 2008     | Kitt Peak            | Spacewatch             |
| 330680       | 2008 HV25              | 6 d'abril de 2008      | Kitt Peak            | Spacewatch             |
| 330681       | 2008 HF37              | 30 d'abril de 2008     | Mount Lemmon         | Mt. Lemmon Survey      |
| 330682       | 2008 HG38              | 10 de març de 2008     | Kitt Peak            | Spacewatch             |
| 330683       | 2008 HE39              | 26 d'abril de 2008     | Mount Lemmon         | Mt. Lemmon Survey      |
| 330684       | 2008 HJ46              | 28 d'abril de 2008     | Kitt Peak            | Spacewatch             |
| 330685       | 2008 HM56              | 3 d'abril de 2008      | Kitt Peak            | Spacewatch             |
| 330686       | 2008 HF61              | 30 d'abril de 2008     | Kitt Peak            | Spacewatch             |
| 330687       | 2008 HD67              | 25 d'abril de 2008     | Kitt Peak            | Spacewatch             |
| 330688       | 2008 HR69              | 29 d'abril de 2008     | Mount Lemmon         | Mt. Lemmon Survey      |
| 330689       | 2008 JP1               | 2 de maig de 2008      | Mount Lemmon         | Mt. Lemmon Survey      |
| 330690       | 2008 JX2               | 3 de maig de 2008      | Dauban               | F. Kugel               |
| 330691       | 2008 JT11              | 3 de maig de 2008      | Kitt Peak            | Spacewatch             |
| 330692       | 2008 JG23              | 7 de maig de 2008      | Kitt Peak            | Spacewatch             |
| 330693       | 2008 JL28              | 8 de maig de 2008      | Kitt Peak            | Spacewatch             |
| 330694       | 2008 JP28              | 8 de maig de 2008      | Kitt Peak            | Spacewatch             |
| 330695       | 2008 KF2               | 26 de maig de 2008     | Kitt Peak            | Spacewatch             |
| 330696       | 2008 KC9               | 27 de maig de 2008     | Kitt Peak            | Spacewatch             |
| 330697       | 2008 KZ11              | 29 de maig de 2008     | Wrightwood           | J. W. Young            |
| 330698       | 2008 KT12              | 27 de maig de 2008     | Kitt Peak            | Spacewatch             |
| 330699       | 2008 KU13              | 27 de maig de 2008     | Kitt Peak            | Spacewatch             |
| 330700       | 2008 KZ17              | 28 de maig de 2008     | Kitt Peak            | Spacewatch             |

## 330701-330800
| Nom    | Designació provisional | Data de descobriment   | Lloc de descobriment | Descobridor/s            |
| ------ | ---------------------- | ---------------------- | -------------------- | ------------------------ |
| 330701 | 2008 KA30              | 29 de maig de 2008     | Kitt Peak            | Spacewatch               |
| 330702 | 2008 LW4               | 3 de juny de 2008      | Mount Lemmon         | Mt. Lemmon Survey        |
| 330703 | 2008 LR10              | 6 de juny de 2008      | Kitt Peak            | Spacewatch               |
| 330704 | 2008 LX13              | 7 de juny de 2008      | Catalina             | CSS                      |
| 330705 | 2008 LR15              | 9 de juny de 2008      | Kitt Peak            | Spacewatch               |
| 330706 | 2008 MY                | 27 de juny de 2008     | Siding Spring        | Siding Spring Survey     |
| 330707 | 2008 NC5               | 3 de juliol de 2008    | Siding Spring        | Siding Spring Survey     |
| 330708 | 2008 OS                | 25 de juliol de 2008   | La Sagra             | La Sagra                 |
| 330709 | 2008 OV7               | 28 de juliol de 2008   | La Sagra             | La Sagra                 |
| 330710 | 2008 OD11              | 18 de setembre de 2004 | Socorro              | LINEAR                   |
| 330711 | 2008 OM14              | 24 de desembre de 2005 | Kitt Peak            | Spacewatch               |
| 330712 | 2008 PR1               | 3 d'agost de 2008      | Vallemare Borbon     | V. S. Casulli            |
| 330713 | 2008 PC8               | 5 d'agost de 2008      | La Sagra             | La Sagra                 |
| 330714 | 2008 PB10              | 5 d'agost de 2008      | La Sagra             | La Sagra                 |
| 330715 | 2008 PO14              | 10 d'agost de 2008     | Dauban               | F. Kugel                 |
| 330716 | 2008 PS20              | 5 d'agost de 2008      | Siding Spring        | Siding Spring Survey     |
| 330717 | 2008 PZ20              | 2 d'agost de 2008      | Siding Spring        | Siding Spring Survey     |
| 330718 | 2008 QT4               | 20 d'agost de 2008     | Kitt Peak            | Spacewatch               |
| 330719 | 2008 QH6               | 28 de juliol de 2008   | Mount Lemmon         | Mt. Lemmon Survey        |
| 330720 | 2008 QR23              | 30 d'agost de 2008     | Bergisch Gladbac     | W. Bickel                |
| 330721 | 2008 QZ25              | 29 d'agost de 2008     | La Sagra             | La Sagra                 |
| 330722 | 2008 QT34              | 24 d'agost de 2008     | La Sagra             | La Sagra                 |
| 330723 | 2008 QX43              | 23 d'agost de 2008     | Siding Spring        | Siding Spring Survey     |
| 330724 | 2008 QZ46              | 21 d'agost de 2008     | Kitt Peak            | Spacewatch               |
| 330725 | 2008 RM22              | 3 de setembre de 2008  | La Sagra             | La Sagra                 |
| 330726 | 2008 RE47              | 2 de setembre de 2008  | Kitt Peak            | Spacewatch               |
| 330727 | 2008 RO74              | 6 de setembre de 2008  | Catalina             | CSS                      |
| 330728 | 2008 RA91              | 6 de setembre de 2008  | Mount Lemmon         | Mt. Lemmon Survey        |
| 330729 | 2008 RP95              | 7 de setembre de 2008  | Catalina             | CSS                      |
| 330730 | 2008 RK103             | 5 de setembre de 2008  | Kitt Peak            | Spacewatch               |
| 330731 | 2008 RV112             | 5 de setembre de 2008  | Kitt Peak            | Spacewatch               |
| 330732 | 2008 RH119             | 4 de setembre de 2008  | Kitt Peak            | Spacewatch               |
| 330733 | 2008 RA137             | 4 de setembre de 2008  | Kitt Peak            | Spacewatch               |
| 330734 | 2008 RE140             | 8 de febrer de 2002    | Kitt Peak            | M. W. Buie               |
| 330735 | 2008 SB16              | 4 de setembre de 2008  | Kitt Peak            | Spacewatch               |
| 330736 | 2008 SQ21              | 19 de setembre de 2008 | Kitt Peak            | Spacewatch               |
| 330737 | 2008 SS25              | 22 d'agost de 2008     | Kitt Peak            | Spacewatch               |
| 330738 | 2008 SS29              | 4 de setembre de 2008  | Kitt Peak            | Spacewatch               |
| 330739 | 2008 SX30              | 20 de setembre de 2008 | Kitt Peak            | Spacewatch               |
| 330740 | 2008 SN31              | 20 de setembre de 2008 | Kitt Peak            | Spacewatch               |
| 330741 | 2008 ST34              | 20 de setembre de 2008 | Kitt Peak            | Spacewatch               |
| 330742 | 2008 SH65              | 21 de setembre de 2008 | Mount Lemmon         | Mt. Lemmon Survey        |
| 330743 | 2008 SV86              | 20 de setembre de 2008 | Kitt Peak            | Spacewatch               |
| 330744 | 2008 SZ91              | 21 de setembre de 2008 | Kitt Peak            | Spacewatch               |
| 330745 | 2008 SW113             | 22 de setembre de 2008 | Kitt Peak            | Spacewatch               |
| 330746 | 2008 SC114             | 22 de setembre de 2008 | Kitt Peak            | Spacewatch               |
| 330747 | 2008 SX121             | 22 de setembre de 2008 | Mount Lemmon         | Mt. Lemmon Survey        |
| 330748 | 2008 SE124             | 22 de setembre de 2008 | Mount Lemmon         | Mt. Lemmon Survey        |
| 330749 | 2008 SO131             | 22 de setembre de 2008 | Kitt Peak            | Spacewatch               |
| 330750 | 2008 SD135             | 23 de setembre de 2008 | Catalina             | CSS                      |
| 330751 | 2008 SV145             | 21 de setembre de 2008 | Bergisch Gladbac     | W. Bickel                |
| 330752 | 2008 SO147             | 25 de setembre de 2008 | Bergisch Gladbac     | W. Bickel                |
| 330753 | 2008 ST148             | 27 de setembre de 2008 | Andrushivka          | Andrushivka              |
| 330754 | 2008 SO149             | 28 de setembre de 2008 | Dauban               | F. Kugel                 |
| 330755 | 2008 SA171             | 21 de setembre de 2008 | Mount Lemmon         | Mt. Lemmon Survey        |
| 330756 | 2008 SO178             | 24 d'octubre de 2003   | Apache Point         | Sloan Digital Sky Survey |
| 330757 | 2008 SE199             | 26 de setembre de 2008 | Mount Lemmon         | Mt. Lemmon Survey        |
| 330758 | 2008 SR199             | 26 de setembre de 2008 | Kitt Peak            | Spacewatch               |
| 330759 | 2008 SO218             | 30 de setembre de 2008 | Mount Lemmon         | Mt. Lemmon Survey        |
| 330760 | 2008 SQ253             | 21 de setembre de 2008 | Siding Spring        | Siding Spring Survey     |
| 330761 | 2008 SR256             | 21 de setembre de 2008 | Kitt Peak            | Spacewatch               |
| 330762 | 2008 SZ256             | 21 de setembre de 2008 | Catalina             | CSS                      |
| 330763 | 2008 SW259             | 23 de setembre de 2008 | Kitt Peak            | Spacewatch               |
| 330764 | 2008 SR264             | 25 de setembre de 2008 | Kitt Peak            | Spacewatch               |
| 330765 | 2008 SD269             | 30 de setembre de 2008 | Mount Lemmon         | Mt. Lemmon Survey        |
| 330766 | 2008 SL272             | 23 de setembre de 2008 | Mount Lemmon         | Mt. Lemmon Survey        |
| 330767 | 2008 ST273             | 6 de setembre de 2008  | Kitt Peak            | Spacewatch               |
| 330768 | 2008 SE274             | 28 de setembre de 2008 | Socorro              | LINEAR                   |
| 330769 | 2008 SE296             | 28 de setembre de 2008 | Catalina             | CSS                      |
| 330770 | 2008 SU300             | 23 de setembre de 2008 | Socorro              | LINEAR                   |
| 330771 | 2008 SJ301             | 23 de setembre de 2008 | Socorro              | LINEAR                   |
| 330772 | 2008 TW1               | 3 d'octubre de 2008    | Pla D'Arguines       | Pla D'Arguines           |
| 330773 | 2008 TR3               | 4 d'octubre de 2008    | Crni Vrh             | Crni Vrh                 |
| 330774 | 2008 TA6               | 3 d'octubre de 2008    | La Sagra             | La Sagra                 |
| 330775 | 2008 TL6               | 3 d'octubre de 2008    | La Sagra             | La Sagra                 |
| 330776 | 2008 TH31              | 1 d'octubre de 2008    | Kitt Peak            | Spacewatch               |
| 330777 | 2008 TB37              | 1 d'octubre de 2008    | Catalina             | CSS                      |
| 330778 | 2008 TH44              | 1 d'octubre de 2008    | Mount Lemmon         | Mt. Lemmon Survey        |
| 330779 | 2008 TV48              | 2 d'octubre de 2008    | Kitt Peak            | Spacewatch               |
| 330780 | 2008 TZ54              | 2 d'octubre de 2008    | Kitt Peak            | Spacewatch               |
| 330781 | 2008 TW61              | 2 d'octubre de 2008    | Kitt Peak            | Spacewatch               |
| 330782 | 2008 TE101             | 9 de setembre de 2008  | Mount Lemmon         | Mt. Lemmon Survey        |
| 330783 | 2008 TZ105             | 6 d'octubre de 2008    | Mount Lemmon         | Mt. Lemmon Survey        |
| 330784 | 2008 TH122             | 7 d'octubre de 2008    | Catalina             | CSS                      |
| 330785 | 2008 TE162             | 10 d'octubre de 2008   | Catalina             | CSS                      |
| 330786 | 2008 TO177             | 1 d'octubre de 2008    | Catalina             | CSS                      |
| 330787 | 2008 UX43              | 20 d'octubre de 2008   | Mount Lemmon         | Mt. Lemmon Survey        |
| 330788 | 2008 UK75              | 21 d'octubre de 2008   | Kitt Peak            | Spacewatch               |
| 330789 | 2008 UN117             | 22 d'octubre de 2008   | Kitt Peak            | Spacewatch               |
| 330790 | 2008 UV130             | 23 d'octubre de 2008   | Kitt Peak            | Spacewatch               |
| 330791 | 2008 UQ136             | 23 d'octubre de 2008   | Kitt Peak            | Spacewatch               |
| 330792 | 2008 UO160             | 23 d'octubre de 2008   | Kitt Peak            | Spacewatch               |
| 330793 | 2008 UR174             | 24 d'octubre de 2008   | Catalina             | CSS                      |
| 330794 | 2008 UW180             | 24 d'octubre de 2008   | Kitt Peak            | Spacewatch               |
| 330795 | 2008 UQ202             | 26 d'octubre de 2008   | Socorro              | LINEAR                   |
| 330796 | 2008 UK205             | 27 d'octubre de 2008   | Catalina             | CSS                      |
| 330797 | 2008 UA255             | 27 d'octubre de 2008   | Mount Lemmon         | Mt. Lemmon Survey        |
| 330798 | 2008 UM255             | 25 de febrer de 2006   | Anderson Mesa        | LONEOS                   |
| 330799 | 2008 UE283             | 26 de març de 2006     | Mount Lemmon         | Mt. Lemmon Survey        |
| 330800 | 2008 UL307             | 30 d'octubre de 2008   | Catalina             | CSS                      |

## 330801-330900
| Nom                | Designació provisional | Data de descobriment   | Lloc de descobriment | Descobridor/s         |
| ------------------ | ---------------------- | ---------------------- | -------------------- | --------------------- |
| 330801             | 2008 UZ312             | 30 d'octubre de 2008   | Kitt Peak            | Spacewatch            |
| 330802             | 2008 UV313             | 30 d'octubre de 2008   | Mount Lemmon         | Mt. Lemmon Survey     |
| 330803             | 2008 UF331             | 31 d'octubre de 2008   | Mount Lemmon         | Mt. Lemmon Survey     |
| 330804             | 2008 UU334             | 20 d'octubre de 2008   | Kitt Peak            | Spacewatch            |
| 330805             | 2008 UV344             | 30 d'octubre de 2008   | Kitt Peak            | Spacewatch            |
| 330806             | 2008 UW345             | 26 d'octubre de 2008   | Siding Spring        | Siding Spring Survey  |
| 330807             | 2008 UD361             | 25 d'octubre de 2008   | Catalina             | CSS                   |
| 330808             | 2008 UU370             | 26 d'octubre de 2008   | Mount Lemmon         | Mt. Lemmon Survey     |
| 330809             | 2008 VK14              | 8 de novembre de 2008  | Socorro              | LINEAR                |
| 330810             | 2008 VO21              | 1 de novembre de 2008  | Mount Lemmon         | Mt. Lemmon Survey     |
| 330811             | 2008 VK27              | 2 de novembre de 2008  | Kitt Peak            | Spacewatch            |
| 330812             | 2008 VX34              | 2 de novembre de 2008  | Mount Lemmon         | Mt. Lemmon Survey     |
| 330813             | 2008 VZ49              | 4 de novembre de 2008  | Kitt Peak            | Spacewatch            |
| 330814             | 2008 VK53              | 6 de novembre de 2008  | Catalina             | CSS                   |
| 330815             | 2008 VU65              | 2 de novembre de 2008  | Mount Lemmon         | Mt. Lemmon Survey     |
| 330816             | 2008 VG75              | 2 de novembre de 2008  | Catalina             | CSS                   |
| 330817             | 2008 WH                | 18 de novembre de 2008 | Cordell-Lorenz       | D. T. Durig           |
| 330818             | 2008 WN15              | 17 de novembre de 2008 | Kitt Peak            | Spacewatch            |
| 330819             | 2008 WA22              | 18 de novembre de 2008 | Catalina             | CSS                   |
| 330820             | 2008 WH62              | 24 de novembre de 2008 | Mayhill              | A. Lowe               |
| 330821             | 2008 WS76              | 20 de novembre de 2008 | Kitt Peak            | Spacewatch            |
| 330822             | 2008 WA91              | 23 de novembre de 2008 | Mount Lemmon         | Mt. Lemmon Survey     |
| 330823             | 2008 WM97              | 19 de novembre de 2008 | Catalina             | CSS                   |
| 330824             | 2008 WZ136             | 21 de novembre de 2008 | Kitt Peak            | Spacewatch            |
| 330825             | 2008 XE3               | 6 de desembre de 2008  | Socorro              | LINEAR                |
| 330826             | 2009 BV59              | 16 de gener de 2009    | Mount Lemmon         | Mt. Lemmon Survey     |
| 330827             | 2009 DM33              | 20 de febrer de 2009   | Kitt Peak            | Spacewatch            |
| 330828             | 2009 EQ3               | 14 de març de 2009     | La Sagra             | La Sagra              |
| 330829             | 2009 FY                | 5 de setembre de 2007  | Catalina             | CSS                   |
| 330830             | 2009 FC15              | 16 de març de 2009     | Kitt Peak            | Spacewatch            |
| 330831             | 2009 FS29              | 12 d'octubre de 1993   | Kitt Peak            | Spacewatch            |
| 330832             | 2009 FG30              | 25 de març de 2009     | Bisei SG Center      | BATTeRS               |
| 330833             | 2009 FG67              | 29 de desembre de 2003 | Catalina             | CSS                   |
| 330834             | 2009 HS36              | 20 d'abril de 2009     | La Sagra             | La Sagra              |
| 330835             | 2009 HC42              | 20 d'abril de 2009     | Kitt Peak            | Spacewatch            |
| 330836 Orius       | 2009 HW77              | 25 d'abril de 2009     | Baldone              | K. Cernis, I. Eglitis |
| 330837             | 2009 MQ2               | 15 d'agost de 2002     | Anderson Mesa        | LONEOS                |
| 330838             | 2009 ND                | 3 de juliol de 2009    | La Sagra             | La Sagra              |
| 330839             | 2009 OS4               | 20 de juliol de 2009   | La Sagra             | La Sagra              |
| 330840             | 2009 OW4               | 25 de juliol de 2009   | La Sagra             | La Sagra              |
| 330841             | 2009 OE8               | 27 de juliol de 2009   | Catalina             | CSS                   |
| 330842             | 2009 OR8               | 26 de juliol de 2009   | La Sagra             | La Sagra              |
| 330843             | 2009 OC20              | 28 de juliol de 2009   | La Sagra             | La Sagra              |
| 330844             | 2009 OR22              | 2 d'octubre de 2003    | Kitt Peak            | Spacewatch            |
| 330845             | 2009 PD3               | 10 de novembre de 2006 | Kitt Peak            | Spacewatch            |
| 330846             | 2009 PX3               | 14 d'agost de 2009     | La Sagra             | La Sagra              |
| 330847             | 2009 PZ4               | 15 d'agost de 2009     | La Sagra             | La Sagra              |
| 330848             | 2009 PT5               | 15 d'agost de 2009     | Grove Creek          | F. Tozzi              |
| 330849             | 2009 PO8               | 15 d'agost de 2009     | Catalina             | CSS                   |
| 330850             | 2009 PB12              | 15 d'agost de 2009     | Catalina             | CSS                   |
| 330851             | 2009 PP12              | 3 de febrer de 2001    | Kitt Peak            | Spacewatch            |
| 330852             | 2009 PE15              | 15 d'agost de 2009     | Catalina             | CSS                   |
| 330853             | 2009 PR15              | 15 d'agost de 2009     | Kitt Peak            | Spacewatch            |
| 330854             | 2009 PJ19              | 15 d'agost de 2009     | Kitt Peak            | Spacewatch            |
| 330855             | 2009 QH1               | 16 d'agost de 2009     | Crni Vrh             | Crni Vrh              |
| 330856 Ernsthelene | 2009 QT9               | 20 d'agost de 2009     | Taunus               | R. Kling, U. Zimmer   |
| 330857             | 2009 QN19              | 18 d'agost de 2009     | Kitt Peak            | Spacewatch            |
| 330858             | 2009 QP23              | 16 d'agost de 2009     | La Sagra             | La Sagra              |
| 330859             | 2009 QP29              | 23 d'agost de 2009     | Bergisch Gladbac     | W. Bickel             |
| 330860             | 2009 QN30              | 21 d'agost de 2009     | Socorro              | LINEAR                |
| 330861             | 2009 QM31              | 20 d'agost de 2009     | Kitt Peak            | Spacewatch            |
| 330862             | 2009 QZ33              | 2 d'octubre de 2003    | Kitt Peak            | Spacewatch            |
| 330863             | 2009 QT41              | 18 d'agost de 2009     | Kitt Peak            | Spacewatch            |
| 330864             | 2009 QK42              | 16 d'octubre de 2004   | Socorro              | LINEAR                |
| 330865             | 2009 QE46              | 14 d'abril de 2008     | Mount Lemmon         | Mt. Lemmon Survey     |
| 330866             | 2009 QJ47              | 28 d'agost de 2009     | La Sagra             | La Sagra              |
| 330867             | 2009 QB48              | 28 d'agost de 2009     | La Sagra             | La Sagra              |
| 330868             | 2009 QO51              | 28 d'agost de 2009     | Kitt Peak            | Spacewatch            |
| 330869             | 2009 QR51              | 28 d'agost de 2009     | Kitt Peak            | Spacewatch            |
| 330870             | 2009 QT61              | 27 d'agost de 2009     | Kitt Peak            | Spacewatch            |
| 330871             | 2009 RF                | 9 de setembre de 2009  | Bisei SG Center      | BATTeRS               |
| 330872             | 2009 RF1               | 10 de setembre de 2009 | La Sagra             | La Sagra              |
| 330873             | 2009 RQ1               | 10 de setembre de 2009 | ESA OGS              | ESA OGS               |
| 330874             | 2009 RV9               | 12 de setembre de 2009 | Kitt Peak            | Spacewatch            |
| 330875             | 2009 RY9               | 13 de març de 2007     | Mount Lemmon         | Mt. Lemmon Survey     |
| 330876             | 2009 RR17              | 12 de setembre de 2009 | Kitt Peak            | Spacewatch            |
| 330877             | 2009 RF22              | 15 de setembre de 2009 | Kitt Peak            | Spacewatch            |
| 330878             | 2009 RL26              | 13 de setembre de 2009 | Socorro              | LINEAR                |
| 330879             | 2009 RX28              | 14 de setembre de 2009 | La Sagra             | La Sagra              |
| 330880             | 2009 RV30              | 14 de setembre de 2009 | Kitt Peak            | Spacewatch            |
| 330881             | 2009 RL33              | 14 de setembre de 2009 | Kitt Peak            | Spacewatch            |
| 330882             | 2009 RJ34              | 14 de setembre de 2009 | Kitt Peak            | Spacewatch            |
| 330883             | 2009 RH35              | 14 de setembre de 2009 | Kitt Peak            | Spacewatch            |
| 330884             | 2009 RG40              | 15 de setembre de 2009 | Kitt Peak            | Spacewatch            |
| 330885             | 2009 RG48              | 15 de setembre de 2009 | Kitt Peak            | Spacewatch            |
| 330886             | 2009 RW49              | 15 de setembre de 2009 | Kitt Peak            | Spacewatch            |
| 330887             | 2009 RZ50              | 15 de setembre de 2009 | Kitt Peak            | Spacewatch            |
| 330888             | 2009 RL54              | 15 de setembre de 2009 | Kitt Peak            | Spacewatch            |
| 330889             | 2009 RO55              | 15 de setembre de 2009 | Kitt Peak            | Spacewatch            |
| 330890             | 2009 RM61              | 12 de setembre de 2009 | La Sagra             | La Sagra              |
| 330891             | 2009 RY70              | 15 de setembre de 2009 | Kitt Peak            | Spacewatch            |
| 330892             | 2009 RF74              | 15 de setembre de 2009 | Kitt Peak            | Spacewatch            |
| 330893             | 2009 SW7               | 16 de setembre de 2009 | Mount Lemmon         | Mt. Lemmon Survey     |
| 330894             | 2009 SS17              | 17 de setembre de 2009 | Catalina             | CSS                   |
| 330895             | 2009 SZ18              | 21 de setembre de 2009 | La Silla             | La Silla              |
| 330896             | 2009 SX22              | 16 de setembre de 2009 | Kitt Peak            | Spacewatch            |
| 330897             | 2009 SV30              | 16 de setembre de 2009 | Kitt Peak            | Spacewatch            |
| 330898             | 2009 SA34              | 16 de setembre de 2009 | Kitt Peak            | Spacewatch            |
| 330899             | 2009 SX38              | 16 de setembre de 2009 | Kitt Peak            | Spacewatch            |
| 330900             | 2009 SS43              | 14 de gener de 2002    | Kitt Peak            | Spacewatch            |

## 330901-331000
| Nom               | Designació provisional | Data de descobriment   | Lloc de descobriment | Descobridor/s          |
| ----------------- | ---------------------- | ---------------------- | -------------------- | ---------------------- |
| 330901            | 2009 SH53              | 17 de setembre de 2009 | Catalina             | CSS                    |
| 330902            | 2009 SR56              | 17 de setembre de 2009 | Kitt Peak            | Spacewatch             |
| 330903            | 2009 SG66              | 17 de setembre de 2009 | Kitt Peak            | Spacewatch             |
| 330904            | 2009 SR66              | 17 de setembre de 2009 | Kitt Peak            | Spacewatch             |
| 330905            | 2009 SE67              | 17 de setembre de 2009 | Kitt Peak            | Spacewatch             |
| 330906            | 2009 SX73              | 17 de setembre de 2009 | Kitt Peak            | Spacewatch             |
| 330907            | 2009 SP74              | 17 de setembre de 2009 | Kitt Peak            | Spacewatch             |
| 330908            | 2009 SX74              | 17 de setembre de 2009 | Kitt Peak            | Spacewatch             |
| 330909            | 2009 SC75              | 17 de setembre de 2009 | Kitt Peak            | Spacewatch             |
| 330910            | 2009 SD77              | 4 de febrer de 2006    | Kitt Peak            | Spacewatch             |
| 330911            | 2009 SG88              | 18 de setembre de 2009 | Kitt Peak            | Spacewatch             |
| 330912            | 2009 SQ92              | 18 de setembre de 2009 | Mount Lemmon         | Mt. Lemmon Survey      |
| 330913            | 2009 SX92              | 18 de setembre de 2009 | Purple Mountain      | PMO NEO Survey Program |
| 330914            | 2009 SW96              | 19 de setembre de 2009 | Mount Lemmon         | Mt. Lemmon Survey      |
| 330915            | 2009 SN102             | 20 de setembre de 2009 | Socorro              | LINEAR                 |
| 330916            | 2009 SS102             | 23 de setembre de 2009 | Taunus               | S. Karge, R. Kling     |
| 330917            | 2009 SH104             | 26 de setembre de 2009 | La Sagra             | La Sagra               |
| 330918            | 2009 SA108             | 16 de setembre de 2009 | Mount Lemmon         | Mt. Lemmon Survey      |
| 330919            | 2009 SC108             | 16 de setembre de 2009 | Mount Lemmon         | Mt. Lemmon Survey      |
| 330920            | 2009 SY125             | 18 de setembre de 2009 | Kitt Peak            | Spacewatch             |
| 330921            | 2009 SP131             | 18 de setembre de 2009 | Kitt Peak            | Spacewatch             |
| 330922            | 2009 SY132             | 18 de setembre de 2009 | Kitt Peak            | Spacewatch             |
| 330923            | 2009 SV137             | 18 de setembre de 2009 | Kitt Peak            | Spacewatch             |
| 330924            | 2009 SL154             | 20 de setembre de 2009 | Kitt Peak            | Spacewatch             |
| 330925            | 2009 SW161             | 21 de setembre de 2009 | Catalina             | CSS                    |
| 330926            | 2009 SD177             | 25 d'octubre de 2005   | Kitt Peak            | Spacewatch             |
| 330927            | 2009 SG187             | 14 de març de 2007     | Mount Lemmon         | Mt. Lemmon Survey      |
| 330928            | 2009 SB188             | 21 de setembre de 2009 | Kitt Peak            | Spacewatch             |
| 330929            | 2009 SU191             | 22 de setembre de 2009 | Kitt Peak            | Spacewatch             |
| 330930            | 2009 SL201             | 22 de setembre de 2009 | Kitt Peak            | Spacewatch             |
| 330931            | 2009 SH202             | 22 de setembre de 2009 | Kitt Peak            | Spacewatch             |
| 330932            | 2009 SG213             | 23 de setembre de 2009 | Kitt Peak            | Spacewatch             |
| 330933            | 2009 SS213             | 23 de setembre de 2009 | Kitt Peak            | Spacewatch             |
| 330934 Natevanwey | 2009 SX228             | 26 de setembre de 2009 | LightBuckets         | LightBuckets           |
| 330935            | 2009 SQ229             | 16 de setembre de 2009 | Kitt Peak            | Spacewatch             |
| 330936            | 2009 SB230             | 16 de setembre de 2009 | Mount Lemmon         | Mt. Lemmon Survey      |
| 330937            | 2009 SF231             | 19 de setembre de 2009 | Kitt Peak            | Spacewatch             |
| 330938            | 2009 SP233             | 21 de setembre de 2009 | Catalina             | CSS                    |
| 330939            | 2009 SP234             | 16 de setembre de 2009 | Catalina             | CSS                    |
| 330940            | 2009 SW236             | 16 de setembre de 2009 | Catalina             | CSS                    |
| 330941            | 2009 SY238             | 16 de setembre de 2009 | Catalina             | CSS                    |
| 330942            | 2009 SL244             | 17 de setembre de 2009 | Kitt Peak            | Spacewatch             |
| 330943            | 2009 SC267             | 23 de setembre de 2009 | Mount Lemmon         | Mt. Lemmon Survey      |
| 330944            | 2009 SY274             | 25 de setembre de 2009 | Kitt Peak            | Spacewatch             |
| 330945            | 2009 SX276             | 25 de setembre de 2009 | Kitt Peak            | Spacewatch             |
| 330946            | 2009 SC278             | 25 de setembre de 2009 | Kitt Peak            | Spacewatch             |
| 330947            | 2009 SG279             | 25 de setembre de 2009 | Kitt Peak            | Spacewatch             |
| 330948            | 2009 SH283             | 25 de setembre de 2009 | Kitt Peak            | Spacewatch             |
| 330949            | 2009 SG284             | 17 de setembre de 2009 | Kitt Peak            | Spacewatch             |
| 330950            | 2009 SR293             | 26 de setembre de 2009 | Kitt Peak            | Spacewatch             |
| 330951            | 2009 SW293             | 26 de setembre de 2009 | Kitt Peak            | Spacewatch             |
| 330952            | 2009 SD306             | 17 de setembre de 2009 | Kitt Peak            | Spacewatch             |
| 330953            | 2009 SL329             | 16 de setembre de 2009 | Catalina             | CSS                    |
| 330954            | 2009 SW329             | 17 de setembre de 2009 | Kitt Peak            | Spacewatch             |
| 330955            | 2009 SF338             | 21 de setembre de 2009 | Kitt Peak            | Spacewatch             |
| 330956            | 2009 SO339             | 22 de setembre de 2009 | Mount Lemmon         | Mt. Lemmon Survey      |
| 330957            | 2009 SF340             | 18 de setembre de 2009 | Kitt Peak            | Spacewatch             |
| 330958            | 2009 SK341             | 25 de setembre de 2009 | Kitt Peak            | Spacewatch             |
| 330959            | 2009 SA344             | 17 de setembre de 2009 | Kitt Peak            | Spacewatch             |
| 330960            | 2009 SP344             | 18 de setembre de 2009 | Kitt Peak            | Spacewatch             |
| 330961            | 2009 SR344             | 18 de setembre de 2009 | Kitt Peak            | Spacewatch             |
| 330962            | 2009 SV345             | 19 de setembre de 2009 | Kitt Peak            | Spacewatch             |
| 330963            | 2009 SX345             | 20 de setembre de 2009 | Kitt Peak            | Spacewatch             |
| 330964            | 2009 SF346             | 23 de setembre de 2009 | Mount Lemmon         | Mt. Lemmon Survey      |
| 330965            | 2009 SL347             | 28 de setembre de 2009 | Mount Lemmon         | Mt. Lemmon Survey      |
| 330966            | 2009 SB349             | 20 de setembre de 2009 | Mount Lemmon         | Mt. Lemmon Survey      |
| 330967            | 2009 SK349             | 17 de setembre de 2009 | Kitt Peak            | Spacewatch             |
| 330968            | 2009 SX353             | 22 de setembre de 2009 | Mount Lemmon         | Mt. Lemmon Survey      |
| 330969            | 2009 SM357             | 22 de setembre de 2009 | Kitt Peak            | Spacewatch             |
| 330970            | 2009 SP357             | 24 de setembre de 2009 | Catalina             | CSS                    |
| 330971            | 2009 SB358             | 18 de setembre de 2009 | Mount Lemmon         | Mt. Lemmon Survey      |
| 330972            | 2009 TC1               | 10 d'octubre de 2009   | Bisei SG Center      | BATTeRS                |
| 330973            | 2009 TH1               | 10 d'octubre de 2009   | Bisei SG Center      | BATTeRS                |
| 330974            | 2009 TR1               | 8 d'octubre de 2009    | La Sagra             | La Sagra               |
| 330975            | 2009 TL6               | 1 d'agost de 2009      | Kitt Peak            | Spacewatch             |
| 330976            | 2009 TY10              | 11 d'octubre de 2009   | La Sagra             | La Sagra               |
| 330977            | 2009 TY11              | 14 d'octubre de 2009   | Bergisch Gladbac     | W. Bickel              |
| 330978            | 2009 TR13              | 13 d'octubre de 2009   | Weihai               | Shandong University    |
| 330979            | 2009 TV15              | 1 d'octubre de 2009    | Mount Lemmon         | Mt. Lemmon Survey      |
| 330980            | 2009 TD21              | 5 de desembre de 2005  | Kitt Peak            | Spacewatch             |
| 330981            | 2009 TQ22              | 14 d'octubre de 2009   | La Sagra             | La Sagra               |
| 330982            | 2009 TX26              | 14 d'octubre de 2009   | La Sagra             | La Sagra               |
| 330983            | 2009 TV35              | 14 d'octubre de 2009   | Catalina             | CSS                    |
| 330984            | 2009 TH41              | 14 d'octubre de 2009   | Catalina             | CSS                    |
| 330985            | 2009 TB46              | 12 d'octubre de 2009   | Mount Lemmon         | Mt. Lemmon Survey      |
| 330986            | 2009 TQ47              | 1 d'octubre de 2009    | Mount Lemmon         | Mt. Lemmon Survey      |
| 330987            | 2009 UH11              | 17 de setembre de 2009 | Kitt Peak            | Spacewatch             |
| 330988            | 2009 UT12              | 17 d'octubre de 2009   | Mount Lemmon         | Mt. Lemmon Survey      |
| 330989            | 2009 UX24              | 18 d'octubre de 2009   | Mount Lemmon         | Mt. Lemmon Survey      |
| 330990            | 2009 UY24              | 18 d'octubre de 2009   | Mount Lemmon         | Mt. Lemmon Survey      |
| 330991            | 2009 UU25              | 21 d'octubre de 2009   | Catalina             | CSS                    |
| 330992            | 2009 UM27              | 21 d'octubre de 2009   | Catalina             | CSS                    |
| 330993            | 2009 UF28              | 22 d'octubre de 2009   | Mount Lemmon         | Mt. Lemmon Survey      |
| 330994            | 2009 UH28              | 22 d'octubre de 2009   | Catalina             | CSS                    |
| 330995            | 2009 UH32              | 18 de setembre de 2009 | Mount Lemmon         | Mt. Lemmon Survey      |
| 330996            | 2009 UT33              | 18 d'octubre de 2009   | Mount Lemmon         | Mt. Lemmon Survey      |
| 330997            | 2009 UJ35              | 21 d'octubre de 2009   | Mount Lemmon         | Mt. Lemmon Survey      |
| 330998            | 2009 UC37              | 22 d'octubre de 2009   | Mount Lemmon         | Mt. Lemmon Survey      |
| 330999            | 2009 UJ46              | 18 d'octubre de 2009   | Mount Lemmon         | Mt. Lemmon Survey      |
| 331000            | 2009 UV46              | 18 d'octubre de 2009   | Mount Lemmon         | Mt. Lemmon Survey      |